# Hrvatska samouprava u Bosni i Hercegovini
Hrvatska samouprava u Bosni i Hercegovini "nije nikava teritorijalna jedinica kako se to u javnosti doživljava, već, da ona predstavlja neuspio pokušaj Hrvata u BiH da izbore svoju ravnopravnost" (Ante Jelavić, 6. listopada 2001.). Nastala je kao odgovor na proces dekonstituiranja ili majorizacije Hrvata odnosno hrvatsko pitanje u Bosni i Hercegovini, koje je stvorila međunarodna zajednica. 
Početkom listopada 2000. OESS-ovo Privremeno izborno povjerenstvo za provedbu općih izbora u BiH donosi nova pravila za izbor zastupnika u Dom naroda Federacije BiH koja, za razliku od dotadašnjih neomugućavaju da zastupnici jednog naroda u županijskim skupštinama sami biraju zastupnike tog naroda za spomenuti dom (Barryjevi amandmani). Nakon ove odluke, HDZ BiH, podržan većinom stranaka s hrvatskim predznakom u Novom Travniku utemeljuje Hrvatski narodni sabor (HNS) koji donosi Deklaraciju o pravima hrvatskog naroda u BiH, odnosno dokument kojim se trebalo riješiti pitanje ravnopravnosti hrvatskog naroda u BiH. HNS na tom zasjedanju donosi i odluku o raspisivanju referenduma koji zakazan na sam dan izbora. 
Nakon izbora i uspjelog referenduma te formiranja nove vlasti Alijanse u kojoj nije bilo HDZ-ovih predstavnika, HNS je trebao dobiti na značenju. Iako je Jelavić kazao da je Federacija mrtva i da je HNS vrhovno tijelo za Hrvate u BiH, odluke ovog Sabora u konačnici su ostale bez nekih vidljivih posljedica. HNS je prema riječima čelnika HDZ BiH, trebao na teritoriju Federacije BiH obnašati zakonodavnu vlast umjesto Federalnog parlamenta, ali od toga nije bilo ništa. Na kraju je HNS, u biti, samo zauzimao političke stavove o aktulanim političkim prilikama i pitanjima i pretvorio se u upravo onakvo tijelo kakvim su ga okarakterizirali predstavnici međunarodne zajednice, postao je debatni klub. 
Svoje neslaganje s novom vlašću u Federaciji BiH i BiH, HDZ je demonstrirao i napuštanjem institucija. Proglasivši Samoupravu 3. ožujka 2001., HNS je formirao i Međužupanijsko-međuopćinsko vijeće koje je trebalo funkcionirati kao Vlada samouprave. Za predsjednika Samouprave izabran je Marko Tokić, a spomenutog vijeća  Martin Raguž. Vijeće je kategorički najavilo da će preuzeti na teritoriju Samouprave sve ovlasti Federacije BiH. Ono ipak nije donijelo niti jednu bitnu odluku. Prvobitna ambicija bila je i da Vijeće preuzme i carine i poreze, a bilo je pokušaja da se uspostavi i posebni platni promet na području Samouprave. Od toga nije bilo ništa tako da je Vijeće funkcioniralo kao nekakav koordinacijski tim bez ikakavog utjecaja.
Nakon, ofanzivnih akcija u vojsci (Pritisak i Samoraspuštanje HVO-a), policiji i carinskim službama, međunarodna zajednica kreće u protuofanzivu, a prvi cilj bio je Hercegovačka banka, kojoj je u samoupravi bila namijenja funkcija središnje finanacijske institucije. Prilikom blokade Hercegovačke banke izbio je pravi fizički sukob s predstavnicima OHR-a, koji su uveli privremenu upravu u banku. Vojnici SFOR-a su pretučeni, a mostarski je Ured visokog predstavnika privremeno evakuiran iz zapadnog dijela grada. Toga 6. travnja, izgledalo je da je HDZ spreman učiniti sve pa i fizički se boriti za Samoupravu. Nakon što je izgubio Hercegovačku banku akcijom OHR-a, HDZ vrlo brzo je izgubio i upravu nad javnim poduzećima, koja su bila značajan izvor prihoda Samoupravi.
Iako je većina relevantnih političkih faktora formiranje samouprave označilo svojevrsnim separatističkim pokušajem, o samoj njezinoj prirodi iz HDZ su stalno stitzale oprečne ocjene. Dok su je jedni smatrali samo privremenim sredstvom da hrvatski narod dođe do svojih prava, drugi nisu isključivali ni mogućnost da ona postane treći entitet. Domaći analitičari političkih zbivanja u Samoupravi su prepoznali pokušaj oživljavanja Hrvatske Republike Herceg-Bosne, a neki i završni pokušaj razbijanja BiH. Kada se, po nekim napisima u medijima očekivalo i moguće raspisivanje referenduma o prerastanju Samouprave u hrvatsku republiku, Jelavić je objavio njezin kraj 6. listopada 2001.
Za Hrvate u BiH posebno su bili pogubni Petritschevi amandmani od 19. travnja 2002. godine koji su u međunarodnoj zajednici poznati pod ciničnim nazivom "airport decision" tj. "odluka iz zračne luke" jer ih je visoki predstavnik Wolfgang Petritsch potpisao doslovno u zračnoj luci, neposredno prije svog odlaska iz BiH. Nametnuti amandmani, u potpunosti utemeljeni na odredbama Sarajevskoga sporazuma o ustavnim promjenama, de iure su dodali sva tri naroda kao konstitutivne u ustave oba entiteta, ali de facto, Republika Srpska je ostala srpski entitet, a Federacija BiH je od bošnjačko-hrvatske federacije, koja je po Washingtonskom sporazumu trebala ući u konfederaciju s Republikom Hrvatskom, postala bošnjački entitet. Mogućom kontrolom oba doma Parlamenta FBiH, stranke koje predstavljaju bošnjačku izbornu volju imaju mogućnost samostalno formirati izvršnu vlast na razini FBiH (Predsjednik FBiH i dva dopredsjednika te Vlada FBiH).

## Promjena vlasti u Hrvatskoj
Hrvati su najmalobrojniji od tri konstitutivna naroda u BiH s otprilike 17% od ukupnog stanovništva (popis 1991.). Oni su razbacani od sjeverne preko središnje Bosne, ali najveći broj se nalazi u zapadnoj Hercegovini, području zemlje koji se naslanja na dalmatinsku obalu. Grad Mostar, središte Hercegovine, gdje rijeka Neretva dijeli bošnjačku od hrvatske zajednice, bio je središte žestokih borbi između dviju strana tijekom rata 1993. i 1994. godine. Vojska Hrvata u BiH, Hrvatsko vijeće obrane, zadobilo je reputaciju opakosti, a hrvatska je strana gotovo jednostrano okrivljavana za sirovi nacionalizam i ratno profiterstvo kao i za to da su nasljednici bezobzirnog ratnog ustaškog režima. Sedam godina nakon prestanka ratovanja, grad je na obje strane rijeke još uvijek nosio ožiljke rata, što daje za pravo nepopularnom gledištu da su u konfliktu sudjelovale dvije strane.
Hrvati Hercegovine su također bili nepopularni u svijetu zbog potpore vlasti Franje Tuđmana u Hrvatskoj. Smatralo se da su bogati Hercegovci u dijaspori dali nesebičnu pomoć novoj hrvatskoj državi čiji je ministar obrane tijekom rata bio Gojko Šušak, hercegovački Hrvat iz Kanade. Izborna pravila u Hrvatskoj su dopuštala (i još uvijek dopuštaju) Hrvatima koji žive izvan zemlje da glasuju na domaćim izborima, a Tuđmanov HDZ je uvijek mogao računati na većinsku potporu Hrvata iz Hercegovine. Hrvatska država je također osigurala jako potrebna financijska sredstva i bilo je opće prihvaćeno da bi se, ako bude izvedivo, Hercegovci željeli pripojiti Hrvatskoj. Bosanskohercegovački Srbi su željeli isto rješenje - pripajanje Srbiji.
Ovo stanje stvari naprasno je prekinuto 2000. godine Predsjednik Tuđman je umro u studenom 1999. godine, a na parlamentarnim izborima održanim u siječnju 2000. godine HDZ je izgubio vlast u korist koalicije stranaka predvođene SDP-om pod vodstvom Ivice Račana. Predsjednički izbori održani u ožujku rezultirali su izborom Stipe Mesića, nekadašnjeg saveznika koji je postao neprijatelj Tuđmanu i HDZ-u, na mjesto predsjednika. Novi odnos snaga u Zagrebu odmah je započeo distanciranjem od Hrvata u BiH, uskraćujući i financijsku i moralnu pomoć. Ante Jelavić je izjavio da će biti sretan ako smanjenje sredstava namijenjenih HVO-u pomogne gospodarstvu Hrvatske. Na kraju je iznos pomoći Hrvatima u BiH bio jednak onome od programa zaštite vukova.
Dok je međunarodna zajednica kritizirala Tuđmana zbog njegovog angažmana s hercegovačkim Hrvatima, ona je konzistentno ohrabrivala Račana i Mesića da se pobliže zainteresiraju za BiH, ali samo kao za jedinstvenu, multinacionalnu državu. Oni su također željeli da HDZ u samoj Hrvatskoj ostane marginaliziran. To je bilo potpuno oprečno situaciji sa Srbima u BiH, kojima je u vremenu poslije Miloševića dopušteno da se bliskije povežu s Beogradom. Visoki predstavnik za BiH (OHR) je odobrio Sporazum o posebnim i paralelnim odnosima između SR Jugoslavije i RS-a.

## Odluka o konstitutivnosti
Alija Izetbegović, u to doba predsjedatelj Predsjedništva Bosne i Hercegovine, je zahtjevom od 12. veljače 1998. godine pokrenuo postupak pred Ustavnim sudom Bosne i Hercegovine radi ocjenjivanja suglasnosti Ustava Republike Srpske i Ustava Federacije Bosne i Hercegovine s Ustavom Bosne i Hercegovine. U odluci Ustavnoga suda BiH U-5/98 od 1. srpnja 2000. (Odluka o konstitutivnosti naroda u Bosni i Hercegovini) eksplicitno je navedeno kako je konstitutivnost (ustavotvornost) tri naroda "natkrovljujuće načelo" Ustava BiH.
Visoki predstavnik za Bosnu i Hercegovinu, Vijeće Europe i nekoliko zapadnih prijestolnica su od siječnja 2001. godine entitete gurkali u pravcu razmatranja i utvrđivanja ustavnih promjena neophodnih za provedbu odluke Suda. Ovaj proces uključivao je formiranje multietničkih ustavnih komisija pri entitetskim zakonodavnim tijelima, rad političkih stranaka na izradi njihovih vlastitih prijedloga, konzultacije s međunarodnim ustavnim ekspertima, period u kome se vodila javna debata, međustranačke pregovore, te, na kraju, mjesec dana intenzivnog pregovaranja u Uredu Visokog predstavnika (OHR). Pregovori su službeno za cilj imali provedbu odluke U-5/98 Ustavnog suda BiH iz 2000. godine. Prije ove odluke u RS su samo Srbi bili konstitutivni, a samo Bošnjaci i Hrvati u FBiH.

## Barryjevi amandmani
Unutar Federacije BiH, Parlament ima dva doma, Zastupnički dom i Dom naroda. Federalni Dom naroda se bira u županijskim skupštinama i u to vrijeme se sastojao od 30 bošnjačkih, 30 hrvatskih i 12 delegata, koji su predstavljali Ostale. Cilj Doma naroda je izjednačiti predstavnike brojčano slabijih Hrvata unutar bošnjačko-hrvatske federacije, što uporabu veta čini prirodnom. Hrvati su uspješno surađivali s Uredom Visokog predstavnika i bili su hvaljeni zbog svoje kooperativnosti u pitanjima poput povratka izbjeglica. Hercegovina je prihvatila mnogo više izbjeglica nego druga područja. Iznimke su bile: progon Hrvata iz Drvara, Glamoča i Grahova i televizija Erotel, a Hrvati su imali i drugih političkih problema poput povratka hrvatskih prognanika u Republiku Srpsku i neproporcionalno velikog broja Hrvata optuženih za ratne zločine od strane Haaškog suda. Međutim, odnosi između međunarodne zajednice i Hrvata su se počeli pogoršavati kada su hrvatske stranke, osobito HDZ BiH, pokazale spremnost koristiti svoje pravo na veto u Domu naroda Federacije.
Razlike između njih su došle do izražaja 2000. godine kada je OESS, pod vodstvom Amerikanca Roberta Barryja, a na prijedlog jednog od njegovih dužnosnika Kare Vollana, promijenio pravila za izbor u Dom naroda Federacije BiH. Detalji o ovome, kao i o ustroju BiH kao cjeline, su gotovo nezamislivo složeni i opskurni. Uistinu samo je međunarodna zajednica mogla izraditi tako nepristupačan i opskuran sustav poput onoga u BiH. Usprkos nepristupačnoj složenosti učinak promjena bio je odstupanje od ključnog načela za najmalobrojniju skupinu kao što su Hrvati - da Bošnjaci biraju bošnjačke delegate, a Hrvati hrvatske u Dom naroda FBiH. To načelo je bilo ugrađeno u Ustavu Federacije BiH. Članak 8 federalnog Ustava (gdje se govori o Domu naroda) propisuje da će "Bošnjačke, hrvatske i druge izaslanike iz svakog kantona biraju odgovarajući zastupnici u zakonodavnom tijelu dotičnog kantona". Isto načelo, naime da svaki konstitutivni narod bira svoje predstavnike, ugrađeno je i u Ustavu države Bosne i Hercegovine.
Dana 11. listopada 2000. godine, samo jedan mjesec prije općih izbora, voditelj Misije OESS-a Robert Barry u ulozi predsjedatelja Privremenog izbornog povjerenstva promijenio je Pravila i propise i nametnuo prijedlog izbornog zakona koji je odbijen ranije u Parlamentarnoj skupštini BiH. Iako je većina članova PIP-a bila protiv takve odluke, on je u ulozi predsjedatelja presudio i donio takvu odluku. Glavna odredba se nalazila u članku 1212 potpoglavlje B, "Dom naroda Parlamenta FBiH". Izmijenjena odredba glasi: "Svaki izaslanik u kantonalnoj skupštini će dati jedan glas za listu". Svi glasuju za sve, a ne kao ranije da Hrvati glasuju za hrvatske zastupnike, a Bošnjaci za bošnjačke.
Drugim riječima, glavni smisao Doma naroda, predstavljati kolektivna prava svakog konstitutivnog naroda, poništen je ovom mjerom. Dom naroda time postaje samo još jedna verzija Zastupničkog doma, kojeg bira cijela Federacija. Promjene u pravilima načina na koji se biraju same županije također je značilo da hrvatski političari mogu biti izabrani u visoka zakonodavna tijela bez da imaju stvarnu potporu biračkog tijela. Na taj način na funkcije mogu biti postavljeni podobni političari koji ne bi koristili ovlasti koje im je Ustav dao. Po ovim pravilima Hrvati mogu izabrati najviše 11 svojih delegata i bez ikakvog utjecaja na izbor bošnjačkih delegata. Preostalih 19 zastupnika Hrvatima bi izabrali Bošnjaci, koji su osim svoga Kluba delegata u Domu naroda (30) birali i većinu uvećanog Kluba delegata Ostalih (s 12 na 20).

## Hrvatski narodni sabor
Hrvati Bosne i Hercegovine, pod vodstvom Hrvatske demokratske zajednice Bosne i Hercegovine, ovo su nazvali "dekonstituiranjem Hrvata u Bosni i Hercegovini". Kao odgovor na to sazvan je Hrvatski narodni sabor u Novom Travniku, 28. listopada 2000. godine. Za predsjednika Predsjedništva Hrvatskog narodnog sabora izabran je Ante Jelavić, tadašnji predsjednik HDZ-a BiH i hrvatski član Predsjedništva BiH. Trojica dopredsjednika predsjedništva Hrvatskog narodnog sabora BiH su Zdravko Hrstić (HSP BiH), Ante Pašalić (HKDU BiH) i Petar Milić (utemeljitelj stranke Hrvatski demokršćani). Usvojena je Deklaracija, koja je proglasila suverenost hrvatskog naroda u BiH, a pogotovo njihovog prava da kao Hrvati biraju Hrvate u političke institucije BiH. Jednoglasno usvojena Deklaracija o pravima Hrvata u BiH, u najkraćem, zahtijeva drugačiji teritorijalni ustroj države BiH.
Po Deklaraciji "suverenitet hrvatskog naroda u BiH je neupitan i neotuđiv; zahtijeva se puna ustavna i stvarna jednakost sva tri suverena i konstitutivna naroda u BiH koja se jedino može ostvariti istovjetnim ustavnim i administrativno-teritorijalnim unutarnjim ustrojem cijele BiH; primjena načela konsenzusa u odlučivanju i paritet u sudjelovanju i rotacije na čelnim mjestima tijela i institucija uz nesporno pravo hrvatskog naroda na samostalni izbor zastupnika u Domove naroda (Dom naroda FBiH i BiH) i člana Predsjedništva BiH". Osim Deklaracije jednoglasno je usvojena i odluka o raspisivanju referenduma o Hrvatskom narodnom saboru.
Nakon što je kardinal Vinko Puljić bio prisutan na zasjedanju sabora u Novom Travniku, komentator sarajevskog tjednika Dani ironizirao je Puljića kao "prvog čovjeka Sarajevske katedrale" i "kardinala Herceg-Bosne", dok je njegov sastanak s političkim predstavnicima hrvatskog naroda kvalificiran sintagmom "susretom s vragom". Dakle, jer se kardinal ne slaže s političkim stavovima novinara iz Sarajeva, on nije samo diskvalificiran kao intelektualac, već je proglašen dioničarom pakla. To je u to vrijeme bila uobičajena praksa sarajevskih (bošnjačkih) medija, koji su se jednostavno natjecali kako bi diskvalificirali sve što ima hrvatsko-hercegovački prefiks. Ako su se Slobodna Bosna, Dani, Dnevni avaz i Oslobođenje razlikovali u mnogim stvarima, bili su jedinstvene u tom stavu. Za njih, svi pripadnici HVO-a su bili ustaše i ratni zločinci. HDZ je zločinačka organizacija, a franjevci su klerofašisti.

## Izbori u studenom 2001.
U Bosni i Hercegovini, 11. studenog 2000. godine održani su parlamentarni izbori. Neovisno, od izbora Hrvatski narodni sabor je organizirao referendum o hrvatskim pravima, proglašen nezakonitim od strane OESS-a. Na referendumu su pitali: "Trebaju li Hrvati imati svoje političke, obrazovne, znanstvene, kulturne i druge institucije na čitavom području Bosne i Hercegovine?". Prema HDZ-u, više od 70% registriranih Hrvata u BiH sudjelovalo je na glasovanju, a gotovo 99% podržalo je pitanje na referendumu. Na izborima, pobjednici u svim dijelovima BiH bile su one stranke koje su međunarodni administratori u BiH smatrali "nacionalističkim". Vodeća bošnjačka stranka, SDA, objavila je 5. prosinca 2000. da će surađivati s SDS-om i HDZ-om na određenim nivoima vlasti. U isto vrijeme, predstavnici SDP-a počinju lobirati među opozicijskim stranakama za uspostavljanje Demokratske alijanse za promjene. Međunarodni administratori u BiH, osobito Thomas J. Miller (veleposlanik SAD-a) i Graham Hand (veleposlanik UK-a) su jasno dali do znanja da favoriziraju političke stranke koje nisu pobijedile na izborima.
11. prosinca, HDZ je uvjetovao sudjelovanje u provedbi rezultata izbora od strane Privremenog izbornog povjerenstva (PIP) povlačenjem novih pravila o izborima zastupnika (Barryjevi amandmani) u Domu naroda Parlamenta Federacije, a trojka Alijanse za promjene (Socijaldemokratska partija Bosne i Hercegovine, Stranka za Bosnu i Hercegovinu i Nova hrvatska inicijativa) poziva manje stranke da joj se pridruže. 15. prosinca visoki predstavnik tvrdi da Hrvatski narodni sabor (HNS) ne može donositi zakonske odluke za Hrvate u BiH, a sutra na konstituirajućoj sjednici u Tuzli, iz HNS-a poručuju da su sve njegove odluke obvezujuće za hrvatske predstavnike na svim nivoima vlasti u BiH. HNS je odbio odluku OESS-a, koja se odnosi na izbor delegata u Dom naroda. Hrvati ne žele prihvatiti koncept jedan čovjek - jedan glas. Jedan od zaključaka sjednice kaže da će Alijansa za promjene "biti nezakonita i potpuno nelegitimna i kao takva ne može vladati na teritoriju s hrvatskom većinom". Silajdžićeva SBiH je za sudjelovanje u Alijansi tražila od OHR-a da bude spreman kazniti one koji opstruiraju povratak izbjeglica, implementaciju odluke Ustavnog suda BiH o konstitutivnosti naroda i usvajanje zakona iz oblasti ekonomske reforme na državnom nivou. 20. prosinca, visoki predstavnik Wolfgang Petritsch im je odgovorio kako ne može preuzeti odgovornost za provedbu mirovnog procesa od lokalnih vlasti, ali je naglasio kako bi brzo osnivanje konstruktivne koalicijske vlade poslalo pozitivan signal međunarodnoj zajednici da je brži napredak moguć u BiH.
2. siječnja 2001., Ustavni sud Bosne i Hercegovine potvrdio je kako je hrvatski član Predsjedništva BiH Ante Jelavić pokrenuo predmet pred ovim tijelom u kojem propituje promijenjena Pravila i propisa Privremenog izbornog povjerenstva i ovlasti Izbornog prizivnog potpovjerenstva o smjeni izabranih dužnosnika. 11. siječnja, Visoki predstavnik Wolfgang Petritsch, donosi povijesnu Odluku o osnivanju ustavnih povjerenstava u oba entiteta, koja će štititi interese svih triju naroda i ostalih u BiH. Odluka je donsena kao privremeno rješenje dok se odluka Ustavnog suda BiH o konstitutivnih naroda u potpunosti ne provede. Predstavnici deset političkih stranaka (SDP, SBiH, NHI, Bosanska patriotska stranka, Republikanska stranka, Građanska demokratska stranka, Hrvatska seljačka stranka, Stranka umirovljenika Federacije, Liberalna demokratska stranka i Demokratska stranka umirovljenika) formalno su stvorili tzv. Demokratsku alijansu za promjene, 13. siječnja. Ante Jelavić je smatrao kako je Alijansa koalicija bošnjačkih stranaka jer od svih hrvatskih stranaka uključuje samo NHI i HSS, koji nemaju niti 5% potpore hrvatskih birača, a ustavnim povjerenstvima je zamjerio što ih imenuje visoki predstavnik i donosi konačnu odluku, ako to ne urade povjerenstva.
U intervjuu sarajevskom dnevniku, 14. siječnja, Ante Jelavić je rekao da se vlast u većinski hrvatskim županijama neže uspostaviti sve dok Ustavni sud ne donese odluku, koja se odnosi na Pravila i propise PIP-a. Na konstituirajućoj sjednici Zastupničkog doma Parlamenta Federacije, 15. siječnja, izabrano je njegovo vodstvo iz redova Alijanse. Zastupnici HDZ-a u znak prosvjeda napustili su sjednicu. Ivo Andrić Lužanski, visoki dužnosnik HDZ-a i predsjednik FBiH izjavio je kako sjednica označava "početak kraja Federacije BiH". 16. siječnja, nakon konzultacija s članovima Predsjedništva BiH, predstavnici SDP i SBiH kazali su kako Alijansa neće podržati Martina Raguža (HDZ) da nastavi biti predsjedavajući državnog Vijeća ministara. Ante Jelavić kazuje novinarima kako HDZ neće bojkotirati proces formiranja vlasti. 17. siječnja, Marko Tokić, visoki dužnosnik HDZ-a, rekao je kako će stranka privremeno obustaviti svoj rad u Parlamentu Federacije. Na sastanku s visokim predstavnikom, 25. siječnja, Ante Jelavić uvjerava visokog predstavnika da HDZ ne želi stvoriti treći entitet u BiH.

## Odluka Ustavnog suda
31. siječnja, Ante Jelavić, predsjednik HDZ-a, šalje otvoreno pismo visokom predstavniku Wolfgangu Petritschu, obavještavajući ga da u potpunosti podupire provedbu odluke Ustavnog suda o konstitutivnosti naroda na čitavom teritoriju BiH i upozorivši da će njegova stranka sudjelovati u formiranju vlade tek nakon što Ustavni sud odluči o promjenama Privremenog izbornog povjerenstva (Barryjevi amandmani) koja uređuju izbor zastupnika u Domu naroda Federacije i odluci Izbornog prizivnog potpovjerenstva iz studenog u kojoj je HDZ-u oduzeto deset mandata u županijama. 1. veljače, izaslanstvo Hrvatskog sabora posjetilo je Sarajevo kako bi istražilo položaj Hrvata u BiH. Članovi delegacije obećali su kako se neće miješati u unutarnje političke procese u BiH.
2. veljače, Ustavni sud BiH je donio presudu na temelju žalbe, koju je podnio Ante Jelavić protiv promjena izbornog zakona. Sud je odlučio da, kazano riječima samog visokog predstavnika, "odredbe Pravila i propisa PIP-a o proceduri izbora federalnog Doma naroda, budući da su sastavljeni sukladno međunarodnom mandatu OESS-a, nisu predmet o kojem može odlučivati Sud". Drugim riječima, sud je odlučio da nema nikakve moći oboriti odluku koju donese OESS. 4. veljače, glasnogovornici OHR-a su poručili kako je visoki predstavnik razočaran pismom Ante Jelavića jer ne odražava ozbiljnost situacije i poziva HDZ da odmah započne provedbu rezultata izbora te da časno i aktivno prihvati odluku Ustavnog suda.
6. veljače, Ante Jelavić, hrvatski član Predsjedništva BiH, optužio je američkog i britanskog veleposlanika u BiH za miješanje u unutarnje stvari države u kojoj su akreditirani kao diplomati. Jelavić je optužio britanskog veleposlanika Grahama Handa za "ugrožavanje konstitutivnog položaja institucija naše zemlje". "Oni su prekoračili svoj mandat izražavajući otvorenu podršku socijaldemokratima i vršeći pritisak na druge stranke", rekao je Jelavić. Na multietnički SDP se uistinu gledalo kao na sredstvo kojim će se stranke s nacionalnim predzankom zbaciti s vlasti. Srpski član Predsjedništva, Živko Radišić, također je prigovorio, predlažući da se dvojici veleposlanika oduzmu vjerodajnice. Nekoliko dana poslije, Radišić je rekao da je njegova izjava izvađena iz konteksta. Promatrači Britanske helsinške skupine za ljudska prava (eng. British Helsinki Human Rights Group, skr. BHHRG) bili su u mogućnosti potvrditi da Amerikanac Thomas J Miller doista uživa nadmoćan status u političkom životu BiH. Njegove izjave su se prenosile gotovo svakodnevno u lokalnom tisku kao da je on osoba, koja uistinu vodi zemlju. Na redovitoj sjednici Zastupničkog doma Parlamenta BiH, odbačena je kandidatura HDZ-ovog Martina Raguža za mjesto predsjedatelja Vijeća ministara. OHR je opet kritizirao nedostatak spremnosti HDZ-a da sudjeluje u formiranju vlasti nakon odluke Ustavnog suda o ovlastima OESS-a u BiH.

## Upozorenje Visokog predstavnika
7. veljače, visoki predstavnik Wolfgang Petritsch je imenovao članove ustavnih komisija entitetskih parlamenata u Federaciji i RS-u, a odluka se tiče i HDZ-a:
| „ | Neće ostati neprimijećeno da ni u jednoj od ove dvije komisije nema predstavnika HDZ-a (Hrvatske demokratske zajednice). Razlog za to je vrlo jednostavan: uprkos brojnim zahtjevima upućenim HDZ-u da dostavi imena kandidata za ove važne organe, čiji je zadatak da osiguraju prava konstitutivnih naroda, HDZ nije ispunio svoju obavezu da brani interese hrvatskog naroda u Bosni i Hercegovini. Čini se da ovoj stranci nije stalo do zaštite hrvatskih interesa u Federaciji i BiH kao cjelini. Zbog toga su hrvatska mjesta u komisijama popunjena Hrvatima iz drugih stranaka. Visoki predstavnik je zapanjen kontrastom između HDZ-ove retorike o potrebi za odbranom interesa hrvatskog naroda i ponašanja koje ta stranka pokazuje kada uistinu dođe do odbrane tih interesa. A to je ništa drugo do nebriga prema hrvatskom narodu u BiH. Ne samo da HDZ odbija da učestvuje u ustavnim komisijama; stavise, on gazi dostojanstvo najvišeg suda u Bosni i Hercegovini - Ustavnog suda - i ignorira volju svog biračkog tijela time što odbija da učestvuje u formiranju Doma naroda FBiH. Ukratko, HDZ okreće leđa svojoj obavezi da štiti interese Hrvata BiH. Visoki predstavnik cijeni činjenicu da, izvan HDZ-a i njegovih satelitskih stranaka, postoje i drugi Hrvati, koji su istinski spremni da aktivno rade u interesu Hrvata BiH i njihovih budućih generacija. | ” |
|   | |   |

11. veljače, sarajevske dnevne novine nagađaju da će na svojoj sljedećoj sjednici (zakazanom za 3. ožujka), Hrvatski narodni sabor odlučiti o stvaranju međužupanijskog i međuopćinskog vijeća kojeg bi činile županije i općine s hrvatskom većinom. U članku napisanom za zagrebački Jutarnji list, 12. veljače, visoki predstavnik je kritizirao politiku HDZ-a rekavši da igraju na kartu straha i rade protiv Hrvata. Optužio je HDZ da uporno odbija suradnju i ispunjavanje ustavne obveze za koju je biran, a to je sudjelovanje u vlasti, nazvavši navodne HDZ-ove razloge za nastojanja da sruši BiH na koljena patvorenim i štetnim.
| „ | HDZ tvrdi da ne može prihvatiti izmjenjena Pravila i propise Privremenog izbornog povjerenstva (PIK) na temelju kojih se osniva Dom naroda. Taj argument ne stoji. Prvo, HDZ je kao i svaka druga stranka koja ulazi u izbornu [u[trku] potpisao deklaraciju o poštivanju Pravila i propisa PIK-a i Daytonskog mirovnog sporazuma. Drugo, unatoč novim Pravilima i propisima PIK-a, HDZ bi najvjerojatnije imao većinu od 30 Hrvata u federalnom Domu naroda, što bi omogućilo blokiranje svih zakona koje smatra štetnim po interese svojih birača. I treće, izbori u studenome su bili posljednji izbori koji su provedeni sukladno Pravilima i propisima Privremenog izbornog povjerenstva. Sljedeći će se održati sukladno Izbornom zakonu Bosne i Hercegovine, na koji se već dugo čeka. Kada bi zastupnici iz redova HDZ-a zauzeli svoja zastupnička mjesta te se uključili u proces donosenja ovog zakona, HDZ bi mogao osigurati da taj zakon zadovolji i njihove interese. Čelništvo HDZ-a iskazalo je prezir prema Ustavnom sudu BiH. HDZ je obećao da će poštivati odluku ovog Suda u svezi s Pravilima i propisima Privremenog izbornog povjerenstva, kao i s odlukama koje je donijelo Izborno prizivno potpovjerenstvo, te da će početi provoditi izborne rezultate nakon donošenja sudske odluke. Sud je 2. veljače odlučio da nema ingerencije, HDZ tu odluku nije poštivao. To je očigledna obstrukcija tvrdolinijaških članova HDZ-a. Ustavni sud u svakoj državi predstavlja najviši sud, a njegove su odluke konačne i obvezujuće. Odluka tog suda odbačena je tek nekoliko dana nakon mog sastanka sa gospodinom Jelavićem i njegovim savjetnicima, koji je trajao dulje od dva i pol sata, a na kojem je Jelavić obećao da će poštivati ovaj Sud, te početi surađivati u uspostavi vlasti i izabranih skupština. To je odmah prekršio. Moj Ured je više puta zahtijevao od HDZ-a da predloži zastupnike za nova multietnička Ustavna povjerenstva. Ta će parlamentarna povjerenstva pregledati sve zakona prije nego oni budu dostavljeni parlamentima na usvajanje, te će time osigurati da njima ne vrši diskriminacija nijednog od konstitutivnih naroda ili skupine Ostalih. HDZ nije dostavio prijedloge svojih kandidata. Moje osoblje i ja nekoliko smo puta telefonski razgovarali s više dužnosnika HDZ-a, te produljili rok. HDZ nas je tada izvijestio da neće predložiti niti jednog kandidata. Time je odbačena mogucnost da se njihov glas čuje i u Ustavnom povjerenstvu RS-a. | ” |
|   | |   |

Optužio je HDZ da je prevario vlastite birače. Podcrtao je da neće biti trećeg entiteta, kazavši da bi međunarodna zajednica odmah zapečatila i sankcionirala svaki samoproglašeni treći entitet. Po njemu, treći entitet bi isključio Hrvate koji žive u središnjoj Bosni, Republici Srpskoj i Sarajevu, a Hrvatima treba čelništvo koje bi uočilo te činjenice. Poslao je poruku Hrvatima rekavši da imaju sigurnu budućnost u BiH i da bez njih nema BiH, na kraju istaknuvši da je međunarodna zajednica donirala nekoliko stotina milijuna dolara za obnovu kuća i života Hrvata. Ante Jelavić je rekao kako će Hrvati promijeniti svoju politiku u BiH i zaprijeto "šok terapijom" za BiH. Jelavićev stranački kolega, Zoran Tomić je rekao kako HDZ razmatra mogućnost odcjepljenja iz Federacije BiH. OHR je poslao pravno mišljenje odlazećem Domu naroda FBiH i županijskim skupštinama, pojašnjavajući da se federalni Dom naroda može uspostaviti čak i ako nema potrebnog broja delegata.

## HDZ-ov bojkot institucija
13. veljače, bošnjački i srpski član Predsjedništva BiH podržavaju kandidaturu Božidara Matića za predsjedatelja Vijeća ministara. Hrvatski član Ante Jelavić je napustio sjednicu i ustvrdio da je prekršen vitalni nacionalni interes što je pravno neutemeljeno Ustavna komisija Parlamenta Federacije BiH formalno je osnovana u Sarajevu. 14. veljače, sastao se Središnji odbor HDZ-a i odlučio da će stranka bojkotirati formiranje vlasti na entitetskoj i državnoj razini. Glasnogovornici OHR-a pojašnjavaju da Ante Jelavić ne može tražiti zaštitu vitalnoga nacionalnog interesa jer se ta odredba odnosi samo na formalne odluke koje donosi Predsjedništvo BiH, a ne na imenovanje kandidata. 15. veljače, iz OHR-a i OESS-a kažu da Međužupanijsko vijeće, ako ga stvori HDZ, ne bi imalo zakonodavne ili izvršne ovlasti. 16. veljače, glasnogovornici OHR-a kažu da su nedavne akcije HDZ-a neodgovorne i potencijalno opasne i mogu dovesti do izolacije Hrvata u BiH. 17. veljače, Visoki predstavnik izražava svoje razočaranje neosnovanim odbijanjem predsjedatelja Doma naroda Parlamenta Federacije BiH Niku Lozančića (HDZ) da zakaže konstituirajuću sjednicu ovog tijela. Visoki predstavnik je naglasio da se odluka Lozančića i HDZ-a može shvatiti kao pokušaj opstruiranja formiranja vlasti. Uzimajući u obzir pravno mišljenje OHR-a od 12. veljače, odlazeći zamjenik predsjedatelja Doma naroda Alija Behmen sazvao je konstituirajuću sjednicu za 23. veljače. 18. veljače, sarajevske novine nagađaju da je predsjednik HDZ-a Ante Jelavić spreman raspustiti stranku ako međunarodna zajednica prihvati dokument koji izrađuju HDZ-ovi dužnosnici. Dokument očito poziva na novi ustav i ostavlja otvorenu mogućnost trećeg entiteta u BiH.
22. veljače, BiH dobiva prvu vladu u desetljeću bez nacionalnih stranaka. Božidar Matić imenovan je predsjedateljem Vijeća ministara, a Zastupnički dom je odobrio sastav novog Vijeća koje je predložio Matić. 23. veljače, konstituiran je Dom naroda Parlamenta Federacije. Za predsjedatelja je izabran Ivo Komšić (SDP), za zamjenika predsjedatelja Meliha Alić (Stranka za BiH). Delegati u Domu su kandidirali Karla Filipovića (SDP) i Safeta Halilovića (Stranka za BiH) za mjesto predsjednika i zamjenika predsjednika Federacije. 24. veljace, sarajevski dnevni list Oslobođenje je citirao Jacquesa Kleina, sefa misije UN u BiH koji je rekao "mi smo oduvijek znali da se HDZ sastoji od komunista i fašista". 26. veljače, Haški tribunal osudio je dva visoka hrvatska dužnosnika, Darija Kordića i Marija Čerkeza na 25 i 15 godina zatvora, odnosno za zločine protiv čovječnosti počinjene u Srednjoj Bosni tijekom rata. Dok je međunarodna zajednica pozdravila presudu, Bošnjaci su se zgrozili zbog "lagane kazne". Neke hrvatske braniteljske udruge i HDZ kažu da "nepravedna" presuda stvara osjećaj kolektivne krivnje kod Hrvata u BiH. 27. veljače, Zastupnički dom Parlamenta Federacije potvrđuje nominaciju Karla Filipovića i Safeta Halilovića za mjesto predsjednika i potpredsjednika Federacije, dan poslije to potvrđuje i Dom naroda. Ante Jelavić, hrvatski član Predsjedništva BiH i čelnik HDZ-a, šalje pismo potpore dvojici osuđenih hrvatskih dužnosnika i izjavljuje da je Federacija BiH od danas isključivo bošnjački entitet. 1. ožujka, na okruglom stolu koji je u Travniku organizirao Hrvatski narodni sabor, potpredsjednik HDZ-a Marko Tokić ustvrdio je da bi Hrvati trebali imati vlastitu republiku unutar BiH. U osobnoj poruci građanima BiH dan prije zasjedanja Hrvatskog narodnog sabora u Mostaru, visoki predstavnik upozorava da bi mostarski skup mogli iskoristiti radikalni elementi da uspostave paralelne institucije u svoju korist. Petritsch je naglasio da međunarodne zajednice neće tolerirati ilegalne i antidaytonske aktivnosti.

## Proglašenje Samouprave
Na trećem zasjedanju Hrvatskog narodnog sabora BiH održanog 3. ožujka 2001. godine u Mostaru donesena je odluka o uspostavi Međužupanijskog-međuopćinskog vijeća kao privremeni oblik Hrvatske samouprave u BiH i Platformu o demokratskoj i samodrživoj BiH navodeći kao dva izvora svoje legitimnosti rezultate referenduma, održanog 11. studenog 2000. godine i neustavnu prirodu OESS-ovih izmjena Izbornih pravila i propisa. Međužupanijsko-međuopćinsko vijeće, kao oblik privremene hrvatske samouprave uspostavljeno je kao oblik samozaštite hrvatskog naroda od svih nasrtaja na njegova prava i slobode, kao i trajno štetnih posljedica djelovanja vlasti uspostavljenoj protivno njegovoj demokratski izraženoj volji u BiH, ističe se u zaključcima Hrvatskog narodnog sabora. Privremena samouprava imat će svoje znakovlje, a od institucija vlasti predviđeni su predsjednik, te zakonodavno, izvršno i sudbeno vijeće. Ta bi tijela trebala obavljati dužnosti federalne vlasti. Za potrebe samouprave ubirat će se porezi, carine i pristojbe, čime će biti prekinuta novčana davanja u proračun postojeće federacije. Tako je jednoglasno odlučilo više od 500 zastupnika, izabranih iz redova hrvatskog naroda na izborima 2000. Marko Tokić izabran je za predsjednika samouprave, Zdravko Batinić potpredsjednika, a Ivo Andrić Lužanski za predsjednik Savjeta za privremenog Zakonodavnog vijeća.
Tu odluku o uspostavi privremene Hrvatske samouprave i sve zakonske propise njezina privremenog Zakonodavnog vijeća Hrvatski narodni sabor bi povukao u roku od 15 dana ako bi se ispunili uvjeti Hrvatskog narodnog sabora u skladu s ustavima BiH i Federacije BiH koji jamče ravnopravnost hrvatskog naroda s druga dva konstitutivna naroda BiH. Uvjeti su bili: obvezivanje političkih partnera iz reda druga dva naroda da će poštovati izbornu volju hrvatskog naroda kao sebi jednakoga i Ustavom zajamčene ravnopravnosti, te da će poštovati načela pariteta rotacije i konsenzusa. Međunarodna administracija treba se obvezati da će povući protuustavnu odluku o načinu izbora zastupnika u Dom naroda parlamenta BiH i Federacije BiH, jamčeći ustavno izraženo načelo samostalnog izbora u tijela nacionalnog zastupanja te da se obveže poštovati način glasovanja u Domu naroda sa svim zaštitnim jamstvima za svaki narod, kao i na poštovanje slobodno izražene volje na demokratskim izborima. Politički partneri u Bosni i Hercegovini i međunarodna zajednica u predviđenom roku od 15 dana nisu udovoljili navedenim uvjetima koji su sukladni ustavima Bosne i Hercegovine i Federacije BiH, sve odluke o uspostavi privremene Hrvatske samouprave, Hrvatski narodni sabor proglasio je punovažnim.

## Smjena Jelavića i ostalih
Istog dana, 3. ožujka visoki predstavnik Wolfgang Petritsch, šef Misije OESS-a u BiH Robert Barry, veleposlanstvo SAD-a u BiH i misija UN-a u BiH odbacili su odluke Hrvatskog narodnog sabora kao nezakonite, neustavne i antidaytonske. 5. ožujka, hrvatski premijer Ivica Račan i predsjednik Stipe Mesić osudili su odluke Hrvatskog narodnog sabora kao štetne za interese hrvatskog naroda u BiH. Hrvatski čelnici istakli su da sva sporna pitanja u zemlji trebaju biti riješena dijalogom i zakonski uspostavljenim institucijama. 6. ožujka, u intervjuu bečkom dnevniku, Wolfgang Petritsch odbacuje nedavne akcije Hrvatskog narodnog sabora kao "puki čin jedne političke stranke - HDZ-a". Značajno je da odluka od 3. ožujka govori samo o "privremenom" statusu tijela. Bez obzira na tiskovna izvješća koja su vodila u pogrešnom smjeru, Jelavić nije nikada zagovarao treći entitet u BiH. On je tražio ispravno poštovanje konstitutivnosti sva tri naroda i poštovanje Daytona. Reakcija visokog predstavnika je uslijedila vrlo brzo. On je 7. ožujka s funkcija, na koje u izabrani na izborima, kao i sa stranačkih funkcija smijenio četiri člana HDZ-a: Antu Jelavića, predsjednika HDZ-a BiH i člana kolektivnog Predsjedništva BiH, Marka Tokića, dopredsjednika HDZ-a BiH, Ivu Andrića Lužanskog, također dopredsjednika HDZ BiH i izaslanika u Zastupničkom domu BiH i Zdravka Batinića, još jednog dopredsjednika HDZ BiH. Objašnjenje Wolfganga Petritscha za ove smjene je bilo da su ove osobe preuzele službene funkcije u "tzv. Hrvatskoj samoupravi", što predstavlja "nezakonitu i antidaytonsku aktivnost". Petritsch je rekao kako su Jelavić i njegove kolege neodgovorno postupili prema svojim biračima i prekršili ustavni poredak u BiH.
8. ožujka, glasnogovornica OHR-a Alexandra Stiglmayer rekla je da će međunarodna zajednica u BiH poduzeti daljnje mjere ako HDZ nastavi provoditi odluke Hrvatskog narodnog sabora. Upravni odbor Vijeća za provedbu mira izdaje izjavu potpore odluci o uklanjanju Jelavića, Tokića, Batinića i Andrića Lužanskog, kao i veleposlanstvo Sjedinjenih Država u Sarajevu, State Department, Europska komisija i Vijeće Europe. Neke političke stranke u FBiH, uključujući HSS BiH, NHI, Stranku za BiH, SDP i SDA također podržavaju odluku visokog predstavnika. 9. ožujka, predsjedništvo HDZ-a odbacilo je odluku visokog predstavnika o smjeni njihovih dužnosnika sa svih javnih funkcija, ali Ante Jelavić je rekao da će "dobrovoljno podnijeti ostavku" u Predsjedništvu BiH. Prema nezakonitoj odluci Hrvatskog narodnog sabora, otpušteni stranački dužnosnik i predsjednik Hrvatske samouprave Marko Tokić postaje civilni zapovjednik hrvatske komponente vojske Federacije BiH. Biskupska konferencija Bosne i Hercegovine osuđuje postupke međunarodne zajednice i poziva na dijalog s "pravnim predstavnicima hrvatskog naroda u BiH".
Visoki predstavnik je zagrebačkom tjedniku Globus od 9. ožujka 2001. dao potpirujući intervju u kojem je kritizirao mostarsko-duvanjskog biskupa. Petritsch u intervjuu kaže: "Zapanjen sam i šokiran govorom biskupa Ratka Perića i ne mogu čak ni početi opisivati njegovu ogromnu mržnju i njegovu podrsku osumnjičenim ratnim zločincima koju je izrazio u svom govoru". Svatko tko pročita biskupov govor može i sam vidjeti koliko je groteskna i potpuno neutemeljena ova optužba, jer se u govoru ne može naći ni mržnja niti podrška zločincima. Postoji sumnja da je Petritsch imao želju smijeniti i biskupa. U pismu, upućenom britanskom magazinu The Spectator, glasnogovornik visokog predstavnika, bivši novinar Guardiana, Christopher Bird, opravdava napade Petritscha na biskupa riječima: "Biskup Perić je više političar nego svećenik". Autoritativni režimi su tijekom povijesti uvijek nailazili na "turbulentne svećenike", nepodobne za svjetovnu vlast, i često su ih pokušavali maknuti. OHR se u ovom smislu ne razlikuje mnogo od takvih režima. To nije jedini primjer u kojem su visoki predstavnik i njegovi duznosnici koristili neprikladnu retoriku. HDZ-ovi političari, koje je smijenio OHR, su u medijima i javnosti često opisivani kao "kriminalci" i "ekstremisti".
HDZ BiH je računao na podršku Katoličke crkve. Najveći dio Katoličke crkve po pitanju samouprave stao je iza HDZ-a i odluka HNS-a, a neki crkveni velikodostojnici bili su i najveći promotori ovih odluka. Pojedini su postali i ideolozi samouprave, a posebno je gorljive govore u prilog samoupravi i HDZ-ovom političkim potezima održavao biskup mostarsko-duvanjski Ratko Perić. Prvoj sjednici HNS u Novom Travniku prisustvovao je i sam kardinal Vinko Puljić, koji se ipak, nakon proglašenja Samouprave, djelomično, vjerojatno i pod pritiskom javnosti, distancirao od HNS-a. Iako protivnik stvaranja trećeg entiteta BiH, Puljić je ipak blagonaklono gledao na pojedine poteze HDZ-a, a često je pokušao biti i mostom između dužnosnika te stranke i onih u Alijansi. Za razliku od kardinala Puljića, biskup Perić nije imao dileme. On je narod pozivao da štoviše pomogne Samoupravi i da se na svaki način žrtvuje za nju. Na istoj liniji bila je i većina hercegovačkih franjevaca.

## Pritisak na Hrvatsko vijeće obrane
Mediji navode da se u subotu, 10. ožujka, održao tajni sastanak najviših političkih lidera BiH i Republike Hrvatske, tijekom kojeg se razgovaralo o trenutnoj političkoj situaciji u BiH. Prema izvještajima, hrvatski predsjednik i premijer dali su podršku zakonski uspostavljenim institucijama vlasti u BiH. 11. ožujka, federalni ministar obrane Miroslav Prce odbacio je mogućnost da Marko Tokić, predsjednik Hrvatske samouprave, može preuzeti civilno zapovjedništvo nad hrvatskom komponentom vojske Federacije i optužbe da neki hrvatski časnici i vojnici odlaze iz vojske. Tijekom osmosatnog sastanka, stranke Alijanse (SDP, Stranka za BiH, Bosanska patriotska stranka - BPS, Republikanska stranka, Nova hrvatska inicijativa - NHI, Građanski demokratski savez - GDS, Hrvatska seljačka stranka - HSS, Federalna stranke umirovljenika, Liberalno demokratska stranka - LDS i Demokratska stranka umirovljenika) dogovarile su sastav nove vlade Federacije. Resori su, uglavnom, raspoređeni među tri najjače stranke - SDP, S BiH i NHI. Gotovo četiri mjeseca nakon izbora u studenom, 12. ožujka, Federacija BiH je dobila svoju prvu vladu na čelu s Alijom Behmenom (SDP). HDZ BiH i SDA su prvi put nakon 10 godina izgubile koalicijsku parlamentranu većinu, a time i mogućnost da se pojave u novoj vlasti. Hrvatima je bilo nezamislivo da ih predstavlja Nova hrvatska inicijativa, stranka koja je u Parlamentu FBiH osvojila samo dva mandata (HDZ BiH je osvojio 25 mandata) i koja nije pobijedila u nijednoj županiji (HDZ BiH je pobijedio u tri većinske hrvatske županije i dvije mješovite, a bio je zastupljen i u ostalim županijama). Marko Tokić, predsjednik Hrvatske samouprave, pozvao je Hrvate da odbace novoizabranu vlast u Federaciji.
13. ožujka, hrvatski mediji nagađaju da se zapovjednik HVO-a (Hrvatskog vijeća obrane) general Stanko Sopta-Baja sastao s visokim hrvatskim časnicima kako bi stvorio rascjep u vojsci Federacije i formirao zasebnu obrambenu strukturu za Hrvatsku samoupravu u BiH. Mediji izvještavaju da je smijenjeni predsjednik HDZ-a i hrvatski član Predsjedništva BiH Ante Jelavić naredio odlazećem ministru obrane Federaciji Miroslavu Prcu (kojeg uskoro, za dva dana, mijenja Mijo Anić) da privremeno raspusti hrvatsku komponentu vojske Federacije i da hrvatski vojnici skinu oznake Federacije sa svojih uniformi. Jelavić je kasnije potvrdio da je zaista dao takve naredbe tadašnjem ministru obrane Federacije. 14. ožujka, glasnogovornik OHR-a Oleg Milišić naglašava da je visoki predstavnik uvijek otvoren za dijalog s predstavnicima HDZ-a koji poštuju zakon, međunarodne ugovore i Ustav BiH. Novi ministar obrane Federacije, Mijo Anić, poništava odluku svog prethodnika Miroslava Prce o raspuštanju većeg dijela hrvatske komponente vojske Federacije. U Jajcu, 15. ožujka, Glavni odbor HDZ-a nastavlja sa stvaranjem Hrvatske samouprave u BiH i dopunjava svoj statut radi izbora tri dodatna potpredsjednika iz HDZ-a: Martin Raguž, Dubravko Horvat i Ivo Vincetić Zamjenik zapovjednika Zajedničkog zapovjedništva vojske Federacije general Dragan Ćurčić nudi svoju ostavku ministru obrane Federacije rekavši da želi ostati lojalan hrvatskom narodu. Ministarstvo vanjskih poslova Republike Hrvatske šalje službenu notu svom kolegi iz BiH naglašavajući kako Republika Hrvatska u potpunosti podržava pravnu državu i institucije entiteta u zemlji. 16. ožujka, Hrvatski narodni sabor produžuje privremenu Hrvatsku samoupravu u BiH za još dva mjeseca. Ministar obrane Federacije Mijo Anić imenovao je generala Ivu Lozančića (NHI) 17. ožujka zamjenikom zapovjednika vojske Federacije. Brojni hrvatski časnici u vojsci Federacije kažu da Lozančić nije legitimni predstavnik hrvatskog naroda i odbijaju izjaviti svoju odanost novom zamjeniku zapovjednika.

## Vijeće sigurnosti uz Visokog predstavnika
Unatoč procjenama biskupa Ratka Perića da će se okupiti do 100.000 ljudi na dobro oglašenom molitvenom skupu 18. ožujka u Mostaru, skupilo se oko 5.000. Govornici su izrazili svoju bezrezervnu podršku odluci Hrvatskog narodnog sabora. Na sastanku u Bruxellesu 20. ožujka, na razini političkih direktora, Upravni odbor Vijeća za provedbu mira izražava punu potporu nedavnim akcijama visokog predstavnika i osuđuje nezakonitu deklaraciju Hrvatske samouprave u BiH. Gradsko vijeće Mostara izglasava nepovjerenje mostarskom gradonačelniku Nevenu Tomiću i traži njegovu ostavku. Anonimni HDZ-ovi dužnosnici kažu da su Tomićevi grijesi njegovi umjereni pogledi i dobri odnosi s međunarodnom zajednicom. Na konferenciji za novinare 21. ožujka, ministar obrane Federacije Mijo Anić i zamjenik zapovjednika vojske Federacije Ivo Lozančić poručili su da neće tolerirati bilo kakve pokušaje uspostavljanja paralelne vojne sile u Federaciji. Gradonačelnik Mostara Neven Tomić odbija datu uostavku usprkos izglasavanju nepovjerenja prethodnog dana u Gradskom vijeću Mostara. Predsjednik kluba HDZ-a Pavo Šaravanja podnio je ostavku jer se ne slaže s odlukom o uklanjanju Tomića. Prema medijskim izvještajima 22. ožujka, vodstvo HDZ-a poziva hrvatske pripadnike Ministarstva unutarnjih poslova da napuste svoja mjesta. U obraćanju Vijeću sigurnosti UN-a, visoki predstavnik upozorava članice na prekrajanje granica u jugoistočnoj Europi i poziva na nastavak međunarodnog pritiska na sve balkanske države na suradnju s Haaškim sudom (ICTY). Visoki predstavnik se sastao s generalnim tajnikom UN-a Kofijem Annanom kako bi razgovarao o političkoj situaciji u BiH.
23. ožujka, Vijeće sigurnosti izražava punu potporu visokom predstavniku i osuđuje nezakonito uspostavljanje Hrvatske samouprave u BiH. Visoki predstavnik se sastao s američkim državnim tajnikom Colinom Powellom kako bi razgovarao o napretku koji je BiH ostvarila u povratku izbjeglica, ekonomskom oporavku i izgradnji institucija. Hrvatski narodni sabor pozdravlja odluku više hrvatskih službenika unutar Ministarstva obrane Federacije, Zajedničkog zapovjedništva vojske Federacije i Carinske uprave da pruže svoje usluge HNS-u. Marko Tokić, predsjednik Hrvatske samouprave, kaže da će hrvatski vojnici koji odluče napustiti vojsku Federacije biti plaćeni s 500 KM. Zamjenik ministra financija Federacije Nikola Grabovac razriješio je direktora Carinske uprave Federacije Filipa Andrića i na tu funkciju imenovao Milenka Tošića. Ovaj potez dolazi dan nakon što su Andrić i još 18 visokih hrvatskih dužnosnika izjavili odanost Hrvatskom narodnom saboru, od kojih se 16 dana vratilo. Ministar obrane Federacije Mijo Anić smijenio je troje visokih časnika u vojsci Federacije: Antuna Luburića, Duška Grubešića i Ivu Filipovića zbog njihovog odbijanja da slijede utvrđeni zapovjedni lanac. Hrvatske novinske agencije, 24. ožujka, citiraju Martina Raguža, koordinatora Hrvatske samouprave, kako kaže da će se održati sastanak na visokoj razini između predstavnika Hrvatskog narodnog sabora i OHR-a u skoroj budućnosti. Glasnogovornik OHR-a Oleg Milišić naglašava da visoki predstavnik više neće pregovarati sa smjenjenim članovima HDZ-a, ali ostaje otvoren za dijalog s umjerenijim krilom ove stranke. 25. ožujka, novinske agencije izvještavaju kako su dužnosnici Hrvatskoga narodnog sabora izjavili da će Hrvati prestati plaćati bilo kakve poreze ili carine u proračun Federacije.

## Samoraspuštanje Hrvatskog vijeća obrane
Hrvatski narodni sabor obvezuje i civilnog zapovjednika hrvatske vojne komponente da donese odluku o načinu funkcioniranja HVO-a u prijelaznom razdoblju, utvrđujući da je HVO nastao temeljem prava naroda na samoobranu i legitimnog političkom voljom hrvatskog naroda u BiH. U tom kontekstu Sabor prihvaća uspostavu zajedničke obrambene politike za BiH s jamstvom očuvanja hrvatske sastavnice. U Platformi za demokratsku i samoodrživu BiH govori se o potrebi preoblikovanja unutarnjeg ustroja BiH u federalnu republiku BiH koja se sastoji od više federalnih jedinica s jednakim pravima i odgovornostima te istovjetnim načinima zaštite vitalnih nacionalnih interesa konstitutivnih naroda. Federalnim jedinicama pripale bi sve ovlasti koje nisu izričito dodijeljene-prenesene na zajedničke institucije federalne republike BiH. U tom dokumentu također se govori o načinu konstituiranja nacionalnih vijeća, parlamentarnih institucija, te sudske vlasti, a upućuje se poziv predstavnicima druga dva konstitutivna naroda, kao i potpisnicama Daytonskog sporazuma, Vijeću sigurnosti UN-a i visokom predstavniku za žurno očitovanje i sazivanje međunarodne konferencije o BiH u najkraćem roku.
Nakon formiranja Međužupanijskog-međuopćinskog vijeća kao privremenog oblika Hrvatske samouprave prioritet u političkom djelovanju daje se zaustavljanju procesa majorizacije prema Hrvatima u BiH. Na temelju zaključaka trećeg zasjedanja Hrvatskog narodnog sabora BiH po pitanju obrambene politike u BiH donesene su odluke u pravcu državnog dimenzionaranja obrane i borbe za osiguranje hrvatske vojne sastavnice u zajedničkom obrambenom sustavu BiH. Najprije su vojnici hrvatske komponente Vojske Federacije BiH sa svojh odora, sukladno Jelavićevoj objavi da Federacija BiH više ne postoji, skinuli obilježja tog entiteta, zamijenivši ih državnim obilježjima BiH. Nakon toga, nekoliko je zapovjedništava velikih vojnih jedinica Hrvatskog vijeća obrane, a prije svih, Prvi hrvatski gardijski zbor Vojske Federacije BiH sa sjedištem u Mostaru objavio otkazivanje poslušnosti nelegalnom i neligitimnom ministru obrane Miji Aniću. Dana 27. ožujka 2001. godine, Hrvatski narodni sabor je pozvao časnike i vojnike hrvatske komponente Vojske Federacije BiH na samoraspuštanje, uz obećanje da će svakog mjeseca dobivati po 500 konvertibilnih maraka novčane nakande. Većina časnika i vojnika, samovoljno, ovaj je poziv ispoštovala, te su vojarne HVO-a Vitezu, Livnu, Mostaru, Kiseljaku i nekoliko drugih gradova ostale prazne. Prema pojedinim izvješćima do 7.000 časnika i vojnika je napustilo vojarne. 28. ožujka, ministar obrane Federacije Mijo Anić odlučio je otpustiti tri dodatna hrvatska zapovjednika: Marinka Ljoju, Mladena Nikolića i Ivana Antolovića zbog njihove nelojalnosti vojsci Federacije. 30. ožujka, visoki predstavnik izražava zabrinutost što nije prihvaćena ponuda koju je uputio HDZ-u za zastupanje interesa Hrvata u BiH i rješavanje svih pitanja koja izazivaju zabrinutost unutar pravnih institucija. Dom naroda Parlamenta BiH potvrdio je izbor novih hrvatskih i bošnjačkih članova u Predsjedništvo BiH: Joze Križanovića (SDP) i Beriza Belkića (SBiH).
2. travnja, novo predsjedništvo BiH, koje čine Živko Radišić (srpski član), Jozo Križanović (Hrvat) i Beriz Belkić (Bošnjak), održava svoj prvi savjetodavni sastanak i izjavljuje da će se usredotočiti na jačanje državnih institucija. U priopćenju za javnost od 3. travnja, ministar unutarnjih poslova Hercegovačko-neretvanske Dragan Mandić i devetnaest drugih službenika Ministarstva izjavljuju da više ne priznaju ovlasti Ministarstva unutarnjih poslova Federacije BiH, koje nazivaju "nelegitimnim i protuustavnim". U intervjuu jednom sarajevskom dnevniku, šef Misije OESS-a u BiH Robert Barry najavljuje da od 1. svibnja napušta službu i BiH. Tijekom posjeta Mostaru, viši zamjenik visokog predstavnika, Matthias Sonn, navodi da međunarodna zajednica neće tolerirati bilo kakve pokušaje uspostavljanja neustavnih i ilegalnih struktura u BiH i upozorava da sadašnja politika koju vodi ekstremno krilo vodstva HDZ-a vodi samo do siromaštva i izolacije. Braća Jerko i Mladen Ivanković, vlasnici najveće tvornice za preradu mesa u BiH, Lijanovići, i umjereni hrvatski dužnosnici (Jerko je delegat u Domu naroda Parlamenta BiH, a Mladen je ministar bez portfelja u Vladi Federacije) u priopćenje za javnost od 4. travnja upozorili su da politika HDZ-a i odluke Hrvatskog narodnog sabora štete hrvatskom narodu u BiH i mogu blokirati ekonomski razvoj u BiH i Federaciji.

## Upad u Hercegovačku banku
Kampanja protiv hrvatskih političkih predstavnika je uskoro bila propraćena udarima na gospodarski temelj zajednice. Ured visokog predstavnika je 5. travnja 2001. postavio privremenu upraviteljicu u jednu od tri glavne banke Hrvata u Hercegovini, Hercegovačku banku. Teksaški revizor, Toby Robinson, imenovana je privremenom upraviteljicom kako bi istražila informacije o tome da su iz banke nestala javna sredstva zbog financiranja Hrvatske samouprave. Hercegovačka banka sa sjedištem u Mostaru imala je 30 poslovnica širom Hercegovine. Već prije toga je međunarodna zajednica iznosila pretpostavke da HDZ financira svoje aktivnosti s ilegalnih računa ove banke, premda su međunarodni revizori, uključujući Deloitte Toucha, upravo Hercegovačkoj banci izdali "čist zdravstveni karton". Naoružane postrojbe SFOR-a i policije bošnjačko-hrvatske Federacije su 6. travnja 2001. preuzele kontrolu nad Hercegovačkom bankom u Mostaru i drugim dijelovima BiH. Njihova nazočnost je ulijevala strah, ne samo zbog oružja i maski koje je policija nosila. Dočekala ih je razbješnjela gomila i četvoro ljudi, dva civila i dva policajca, je ranjeno u tučnjavama koje su uslijedile. OHR je ustrajno tvrdio da se "rulja" pobunila u tom trenutku, a s SFOR-om je koristio visokopotpirujuću retoriku kako bi napao protestante. Zanimljivo je, međutim, da nitko od navodnih pobunjenika nije uhićen. Nasilje je rezultiralo s 22 ozljede međunarodnih dužnosnika i značajne štete na nekoliko automobila međunarodnih organizacija. Medijska izvješća govore da su na nasilnim demonstracijama bili prisutni ugledni HDZ-ovi dužnosnici, među kojima su bivši general HVO-a Zlatan Mijo Jelić, ministar unutarnjih poslova Hercegovačko-neretvanske županije, Dragan Mandić i drugi. Komentirajući raciju, HDZ, HNS i uprava banke rekli su da akcije OHR-a i SFOR-a samo "pokušaj oružane pljačke". Visoki predstavnik oštro osuđuje "nasilje rulje" u Mostaru i drugim gradovima u Hercegovini i najavljuje stroge sankcije protiv organizatora nasilnih incidenata.
7. travnja, komentirajući događaje u Hercegovini, glavni zamjenik visokog predstavnika, Ralph Johnson, kazap je da su prosvjede ispred ureda Hercegovačke banke organizirali oni koji su se bojali istrage banke. Johnson je naglasio da se, da je banka bila otvorena za istragu, incidenti nikad ne bi dogodili. Specijalni predstavnik generalnog tajnika UN-a Jacques Paul Klein i američki veleposlanik u BiH Thomas Miller oštro su osudili nasilje u Hercegovini navodeći da se banka koristi za razne ilegalne aktivnosti i za usmjeravanje sredstava izvanzakonitim strukturama u Federaciji. Hrvatski predsjednik Stipe Mesić kaže da nisu obični ljudi koristili nasilje kako bi spriječili preuzimanje banke, već "oni koji su bili zabrinuti da bi međunarodna zajednica mogla otkriti tko je rješavao sumnjive transfere sredstava u ovoj banci". 9. travnja, vlada Federacije izražava svoju podršku zajedničkoj operaciji OHR-a i SFOR-a u Hercegovačkoj banci. Rečeno je da Odluka o imenovanju privremene upraviteljice nije usmjerena protiv hrvatskog naroda, već protiv onih koji zloupotrebljavaju svoju moć radi napredovanja svojih osobnih interesa. Privremena upraviteljica, Toby Robinson, u izjavi za novinare ističe da je njezina odgovornost osigurati sredstva u Hercegovačkoj banci i zaštititi interese svojih klijenata. U izjavi za novinare od 10. travnja, Agencija za bankarstvo Federacije BiH izražava potporu Odluci visokog predstavnika o imenovanju privremene upraviteljice u Hercegovačkoj banci i poziva sve strane da pokažu strpljenje, suradnju i razumijevanje kako bi se što efikasnije izvršio postupak revizije. Jaka eksplozija nanijela je ozbiljnu materijalnu štetu kući i automobilu Jerka i Mladena Ivankovića, po OHR-u "dvojice umjerenih hrvatskih dužnosnika" i vlasnika tvornice za preradu mesa Lijanovići, koji su samo nekoliko dana ranije kritizirali HDZ i Hrvatski narodni sabor zbog njihove politike u BiH. Sve međunarodne organizacije i strana veleposlanstva u BiH osudila su bombardiranje. Visoki predstavnik dobiva punu potporu nekoliko visokih međunarodnih dužnosnika, uključujući američkog državnog tajnika, Colina Powella, visokog predstavnika EU-a za vanjske poslove, Javiera Solane i generalnog tajnika NATO-a, lorda Georgea Robertsona, za njegovu odluku o uspostavljanju privremene uprave u Hercegovačkoj banci.
11. travnja, hrvatski mediji tvrde da će blokada sredstava i računa u Hercegovačkoj banci utjecati na mostarski mirovinski fond, gradsku bolnicu i brojne druge institucije koje neće moći financirati svoj rad niti isplaćivati mirovine i plaće. U međuvremenu, glasnogovornici OHR-a pozivaju sve institucije koje su vlasnici računa u Hercegovačkoj banci da otvore račune drugdje, objašnjavajući da bi to osiguralo njihovo kontinuirano funkcioniranje s obzirom na to da porezni prihodi neprekidno dolaze i da nijedna institucija nije držala velike količine novca u banci. Zapovjednik Zbornog područja hrvatske komponente vojske Federacije u Posavini, Tomo Knežević, dosad podržan od Alijansine vlade Federacije, iznenadio je javnost naređujući trupama pod njegovim zapovjedništvom da se raspuste. Objasnio je ovu odluku na video kaseti na kojoj je izgledao nervozno i pod pritiskom. Dužnosnici SFOR-a i Ministarstva obrane Federacije kažu da je Knežević vjerojatno primio prijetnje, dok mediji čak nagađaju da je bio otet. Nestao je od početka travnja. Misija UN-a u BiH suspendirala je 16 policajaca u Hercegovačko-neretvanskoj županiji, koji su 3. travnja izjavili o odanosti Hrvatskoj samoupravi. 12. travnja, privremena upraviteljica Hercegovačke banke, Toby Robinson, preporučuje javnim ustanova većinskih hrvatskih županija i općina da otvore račune u drugim bankama kako bi im omogućili nastavak poslovanja. 13. travnja, privremena upraviteljica za Hercegovačku banku, Toby Robinson, traži sastanak s visokim rukovodstvom banke i traži njegovu suradnju kako bi se osigurala brza i učinkovita revizija. Visoki predstavnik apelira na sve javne institucije i tijela koja imaju račune u Hercegovačkoj banci da otvore račune kod alternativnih komercijalnih banaka kako bi ispunili svoje obveze prema građanima. Tijekom sastanka s visokim predstavnikom, Wolfgangom Petritschom, američki državni tajnik Colin Powell, izražava punu potporu odlučnom djelovanju OHR-a u vezi s Hercegovačkom bankom. 14. travnja, mediji nose uskrsnu poruku visokog predstavnika u kojoj izražava spremnost za dijalog s onim hrvatskim vođama koji se nisu diskreditirali podržavajući ilegalnu Hrvatsku samoupravu.
16. travnja, mediji objavljuju otvoreno pismo uprave Hercegovačke banke u kojem odbijaju sastanak s privremenom upraviteljicom Toby Robinson. Kažu da s njom nemaju o čemu razgovarati i da će ju vidjeti na sudu. Dan poslije, privremena upraviteljica, Toby Robinson, izražava zabrinutost zbog nedostatka suradnje uprave i dioničara Hercegovačke banke i naglašava da njihovo odbijanje suradnje produžava agoniju tisuća privatnih i javnih vlasnika računa. 18. travnja, članovi OHR-a, uz podršku SFOR-a, ulaze još jednom u središnju zgradu Hercegovačke banke u Mostaru, dohvaćajući ostatak dokumentacije koju zahtjeva privremena upraviteljica. Ovaj put akcija je završena bez incidenata. Ministar obrane Federacije, Mijo Anić, traži od svog prethodnika Miroslava Prce da dokumentaciju koja se odnosi na Oružane snage Federacije, posebno hrvatsku komponentu, preda Ministarstvu obrane. 19. travnja, na sjednici Zastupničkog doma Parlamenta BiH poziva se HDZ da se pridruži radu Parlamenta i hrvatske vojnike u Oružanim snagama Federacije BiH da se vrate u vojarne. Tijekom posjeta Sarajevu, predsjednica povjerenstva Europskog parlamenta za jugoistočnu Europu, Doris Pack kaže da pravila i propisi PIP-a (Privremenog izbornog povjerenstva) za izbor zastupnika u Domu naroda Federacije nisu bili "najsretnije rješenje ", ali naglašava da predstavnici HDZ-a nisu smjeli izaći iz zakonom uspostavljenih institucija. 21. travnja, tijekom razgovora s hrvatskim premijerom Ivicom Račanom i ministrom vanjskih poslova zemlje Toninom Piculom u Zagrebu, visoki predstavnik poručuje da međunarodna zajednica neće tolerirati bilo kakve ilegalne i kriminalne aktivnosti u BiH. Oba hrvatska dužnosnika izražavaju podršku stabilnoj i demokratskoj BiH. Sarajevski i zagrebački mediji izvještavaju 24. travnja da HDZ priprema pregovarački tim za moguće razgovore s međunarodnom zajednicom i strankama Alijanse kako bi se prevladala politička i ustavna kriza u zemlji. 26. travnja, članovi Hrvatske koordinacije (alternativnog pokreta hrvatskih predstavnika) Marko Tadić, Krešimir Zubak i Ilija Šimić sastaju se u Zagrebu s hrvatskim predsjednikom Stipom Mesićem i premijerom zemlje Ivicom Račanom kako bi razgovarali o trenutnoj političkoj situaciji u BiH. Dvoje izaslanstva se slažu da su sve nezakonite radnje HDZ-a osuđene na neuspjeh. 27. travnja, visoki predstavnik donosi pet odluka kojima se stvara okvir za uspostavu javnog reda i mira širom Federacije. Smjenio je Dragana Mandića s mjesta ministra unutarnjih poslova Hercegovačko-neretvanske županije i suspendirao tri službenika ministarstva zbog njihove izjave o odanosti Hrvatskoj samoupravi, te prenosi istragu, kazneni progon i suđenja zbog slučajeva nasilja i zastrašivanja tijekom proteklog mjeseca županijskom tužitelju i sudu u Sarajevu.

## Stavovi međunarodne zajednice
SFOR u slučaju Hercegovačke banke djelovao u masivnoj i brutalnoj demonstraciji sile. Dovezli su se tenkovima, probijajući si put u banku kroz ogradu iza zgrade. Helikopteri su iz zraka pratili akciju. Eksplozivom su otvorili sef i pobjegli s priličnim svotama gotovine. SFOR i federalna policija su napali i područne urede banke u još šest hercegovačkih mjesta, uključujući u svijetu poznato hodočasničko mjesto, Međugorje, u kojem je ljutita gomila (u kojoj su bili i hodočasnici) dočekala vojnike i maskirane operativce. Tiskovna izvješća o incidentu su optuživala žrtve, bez obzira na potpuno neproporcionalan omjer snaga. Na jednoj strani - tenkovi, helikopteri, oklopna vozila i maskirani policajci, prema kojima se izrasavalo žaljenje, a na drugoj strani, skupina običnih ljudi, zabrinuta oko svojih ušteđevina koje su se gubile u obaku dima. Ralph Johnson, zamjenik Visokog predstavnika, je kazao da je "rulja istukla policiju, uništila izvješća i opljačkala zgradu", što je vidljivo netočno. Kada su predstavnici Britanske helsinške skupine za ljudska prava (eng. British Helsinki Human Rights Group, skr. BHHRG) posjetili središnju zgradu banke 25. travnja 2001., bilo je očigledno da je šteta napravljena u oružanom upadu: putokazi na zidovima su bili sprejom ispisani na engleskom jeziku, sefovi su razneseni u paramparčad nitroglicerinskim eksplozivom, a fotografije pape Ivana Pavla II. smrksane na podu. Obični pripadnici hrvatske javnosti nisu mogli napraviti ništa od ovoga pa čak ni udruženi u razljućenu "rulju".
OHR je širio slične neistine i o onome što se dogodilo u Međugorju. Glasnogovornik OHR-a, Bird, je "čistom fantazijom" nazvao tvrdnje da su hodočasnici bili uznemiravani u poznatom hodočasničkom mjestu. "Rulja Hrvata je bacala jaja", napisao je. "Nije bilo hodočasnika u blizini izvođenja operacije i oni se, zasigurno, nisu pridružili nasilnoj rulji". "Rulja" je, čini se, svatko tko se suprotstavlja SFOR-ovoj brutalnosti, ali bi li Visoki predstavnik "ruljom" nazvao i ljude koji su nahrupili na zgradu Savezne skupštine u Beogradu 5. listopada 2000. U svakom slučaju, OHR-ova interpretacija događaja se ne slaže s onom župnih vlasti u Međugorju, koje su izdale priopćenje u kojem optužuju SFOR-ovu uporabu sile u Velikom tjednu, naglašavajući posebno način na koji su postrojbe oružjem prijetile mirnim hodočasnicima.
Kada su mu 25. travnja 2001., na tiskovnoj koferenciji, kojoj su nazočili i predstavnici BHHRG-a, postavili pitanje o upadu u banku, predstavnik Visokog predstavnika, Colin Munro, nije štedio hiperbola pri javnom prekoravanju političara koje je njegov Ured smijenio kao "kriminalce". "Jasno sam kazao da ured Visokog predstavnika neće razgovarati sa kriminalcima", rekao je. Kasnije je djelomice ponovio svoje riječi, napravivši poučnu omašku: "Kako sam već rekao, Visoki predstavnik neće razgovarati sa smijenjenim osobama". Drugim riječima, ljudi koji su upravljali BiH izjednačavali su smijenjenu osobu s kriminalcem, dok je opravdanje za smjenu to da je ta osoba kriminalac. Ovo je rasuđivanje koje ide u krug, u stvari, nije uopće nikakvo rasuđivanje. Munro je iznio jos veliki broj opaski koje ukazuju na dubinu problema. "Sve ove akcije protiv HDZ-a", rekao je BHHRG-u, "se zasnivaju na rijecima (Glavne tužiteljice Međunarodnog kaznenog suda za bivšu Jugoslaviju, Carle del Ponte) da bi se predsjedniku Franji Tuđmanu, da je živ, sudilo za ratne zločine". Drugim riječima, činjenica da bi Del Ponte optužila Tuđmana predstavlja za OHR dostatan razlog za kriminaliziranje HDZ-a iz susjedne BiH, premda je optužnica za ratne zločine daleko od osude za ratne zločine i premda nema logike po kojoj bi se političari iz Mostara mogli smatrati krivima za zločine koje je Predsjednik susjedne Hrvatske navodno počinio 1995. godine.
Munro je, također, pretpostavio da je HDZ izravni potomak ratne fašističke stranke iz Hrvatske, ustaša, te da je stranka, kao takva, kriminalna organizacija protiv koje se moraju poduzeti oštre akcije. Munro je istaknuo da su oca jednog člana njegovog tima ubile ustaše, vjerojatno tijekom Drugog svjetskog rata, čime je želio ukazati na raspon problema. Kada je predstavnik BHHRG-a rekao da su njegovog strica ubili Nijemci 1944., ali da to ne znači da se njemački CDU treba smatrati kriminalnom organizacijom, Munro je odgovorio: "Ali CDU nije potomak nacističke stranke". Drugim riječima, on je smatrao da je HDZ potomak ustaša. Dok se, u skladu s zakonom, ne dođe do nekih dokaza, trebalo bi se strogo poštovati pretpostavka o nevinosti. Protiv HDZ-a u BiH nikada nije pokrenut takav postupak. U to vrijeme, gotovo protiv nijednog političara, kojeg je smijenio OHR, nije pokrenut kazneni postupak. Jedini izuzetak je Dragan Mandić, ministar unutarnjih poslova Hercegovačko-neretvanske županije. Bez obzira na sve to, OHR je sretan što može kriminalcima proglasiti ljude koje tužitelj nije optužio ni za kakve zločine, a kamoli da ih je sud osudio. Štovise, Ured Visokog predstavnika je u više navrata rekao da je, po njemu, HDZ dobrodošao ponovno se pridružiti političkim institucijama Bosne i Hercegovine, što predstavlja stav jednostavno neusklađen s ponavljanom tvrdnjom istog tog OHR-a da je HDZ kriminalna i nacistička organizacija.
Sam Visoki predstavnik je koristio vrlo neodogovrnu retoriku. On je Vjesniku, tjedniku hrvatske Vlade 3. svibnja 2001. rekao da "postoje jasni pokazatelji da je vodstvo HDZ-a uključeno u veliki broj ilegalnih aktivnosti". Prava mjera prezira koji je Wolfgang Petritsch gajio prema načelu pretpostavke nevinosti je vidljiva u odgovoru na sljedeće pitanje u istom intervju:
Vjesnik: "Poznato je da je Vas Ured često optuživao Antu Jelavića i HDZ za povezanost sa organiziranim kriminalom, međutim dokaz za ove optužbe nije nikada predočen. Imate li ikakve dokaze, a ako imate, hoćete li ih predočiti?"
Petritsch: "Ja sam tvrdio da u okviru HDZ-a postoje kriminalni elementi i dosad nitko nije dokazao suprotno".
Ova očita nesposobnost shvaćanja ijednog načela na kojem počiva cjelokupna zakonska tradicija Zapada je jako zabrinjavajuća. Jedino opravdanje za cijelu aparaturu međunarodne zajednice u BiH, koja je bila vrlo skupa za porezne obveznike iz zemalja Zapada, je da Zapad na neki način može pomoći narodu BiH da postane demokratski. Ovo je, u svakom slučaju, uvijek bio vrlo upitan prijedlog. Ako sam sustav, nametnut u Daytonu, namjerno ismijava osnova načela vladavine zakona, teško je shvatiti kako sami građani BiH mogu napraviti neki napredak ka demokraciji. Treba istaknuti da su upad u banku i smjena hrvatskih dužnosnika očigledno dva dijela iste politike. To je, opet, vrlo diskutabilno ponašanje Visokog predstavnika. Dužnosnici su smijenjeni ili zbog ustavnih razloga ili zbog kriminalnih (u tom slučaju je trebalo pokrenuti kaznene postupke), ali cilj samih akcija, kao i retorike međunarodne zajednice, bilo je zamagliti razliku između ove dvije optužbe na način koji se može opisati samo kao prljava kampanja.

## Povratak HVO-a u vojarne
2. svibnja, na konferenciji za novinare u Mostaru, šef OHR-a Jug, Colin Munro, kaže da bi dioničari i uprava Hercegovačke banke trebali surađivati s privremenom upraviteljicom banke Toby Robinson kako bi ubrzali reviziju. U međuvremenu, Ministarstvo financija Hercegovačko-neretvanske županije traži od svih poreznih obveznika u županije da počnu uplaćivati poreze i doprinose na nove račune u Zagrebačkoj banci u Mostaru i u Univerzal banci u Sarajevu. Na sjednici održanoj u Sarajevu 3. svibnja, Predsjedništvo HDZ-a bira "pregovarački tim" za razgovore s predstavnicima međunarodne zajednice i vlade Federacije. Mediji izvještavaju da su u pregovarački tim izabrani članovi HDZ-a Božo Ljubić, Dragan Čović, Martin Raguž, Mijo Brajković, Rudo Vidović i Ivo Vincetić. 4. svibnja, mediji u Federaciji prenose da je vođa pregovaračkog tima HDZ-a Božo Ljubić uputio pismo visokom predstavniku Wolfgangu Petritschu, obavjestivši ga da je ova stranka spremna za razgovore s predstavnicima međunarodne zajednice u nadi da će takav dijalog "otvoriti vrata za rješenje trenutne političke krize u BiH". 15. svibnja, ministarstvo obrane Federacije BiH podnosi kaznene prijave protiv smijenjenog predsjednika HDZ-a, Ante Jelavića, bivšeg ministra obrane Miroslava Prce i bivšeg zamjenika zapovjednika vojske Federacije Dragana Ćurčića, optužujući ih da "podrivaju obrambene sposobnosti vojske Federacije". Trojica dužnosnika odbacuju optužbe tvrdeći da su ih sastavile tadašnje političke vlasti u Federaciji.
Dioničari Hercegovačke banke održavaju prvi službeni sastanak s privremenom upraviteljicom Toby Robinson i razgovaraju o procesu revizije u banci. U izjavi za novinare, koju privremena upraviteljica naknadno negira, predstavnici dioničara kažu da će pružiti svu potrebnu pomoć.
Na udar na HVO, ministar obrane Anić reagirao je trezveno te je strpljivom politikom potpisivanja ugovora o radu s onim osobama koje su mu željele ostati lojalne započeo popunjavati jedinice HVO, najprije u Posavini, a potom i u središnjoj Bosni. Da bi spriječio ove Anićeve akcije koje su započele davati rezultate, HDZ je gotovo svakog dana organzirao prosvjede ispred vojarni HVO u kojima su se nalazili vojnici i časnici lojalni federalnom ministru. Iz prosvjeda u prosvjed situacija je sve više kulminira, a okupljeni prosvjednici postali sve agresivniji prema vojnicima i oficirima u vojarnama. S druge strane, HDZ nije ispunio obećanje raspuštenim vojnicima o isplaćivanju naknada od 500 maraka, te sve više njih je potajno odlazilo u sjedište Ministarstva u Sarajevu kako bi potpisali ugovore. Pritisnut nemogućnošću isplate obećanih naknada, tešlim socijalnim statusom raspuštenih vojnika i oficira, kao i sve većim brojem ugovora potpisanih s Anićem, dio vojno-političkih struktura u HDZ BiH okreće ploču. Dodatni motiv za ovo omekšavanje stavova bilo je i sve složenija situacija oko prosvjeda ispred vojarni, u Kiseljaku umalo nije prolivena krv između prosvjednika i vojnika koji su se nalazili u vojarni HVO. Nakon ovakvog razvoja situacije dva generala HVO koja su provela odluku o samoraspuštanju HVO-a, sastaju se s Anićem i potpisiuu sporazum o povratku raspuštenih vojnika i časnika u vojarne. General Jelić i njemu odan časnici HVO-a iz dana u dan su izjavljivali da Anić nije njihov mninistar, da on nema legalitet te da je izdao hrvatske interese, da bi nakon dogovora s njim o povratku raspuštenih u vojarne, Jelić kazao da je Anić od tog dana i njegov ministar. 16. svibnja, nakon stanke koja je trajala nekoliko mjeseci, ministarstvo obrane Federacije i zapovjednici raspuštene hrvatske komponente vojske Federacije postigli su kompromis pod kojim će se svi hrvatski vojnici vratiti u vojarne vojske Federacije u roku od dvadeset dana. Jedine posljedice samoraspuštanja, na kraju, su bile nekoliko izgubljenih plaća za vojnike i časnike HVO-a, kao i gubitak položaja u vojnoj hirerahiji za one osobe koje su se najgorljivije založile da se raspuštanje provede. Povratkom u vojarne svih pripadnika HVO-a najteža kriza izazvana Samoupravom riješena je i nakon njezina okončanja, HDZ i Samouprava su prešli u potpunu defanzivu.

## Privremena uprava u Hercegovačkoj banci
18. svibnja, uprava mostarskog Zavoda za mirovinsko osiguranje zahtijeva da visoki predstavnik odmah deblokira račun u Hercegovačkoj banci naglašavajući da neće biti u mogućnosti isplatiti travanjske mirovine jer su njegova sredstva u banci zamrznuta. 22. svibnja, komentirajući tvrdnje uprave Zavoda za mirovinsko osiguranje (MIO) da neće moći isplatiti travanjske mirovine zbog blokade računa u Hercegovačkoj banci, glasnogovornik OHR-a kaže da su zahtjevi MIO-a neosnovani jer zavod ima dovoljan iznos novca na svom novom računu. 23. svibnja, glasnogovornik privremene upraviteljice Hercegovačke banke kaže u intervjuu jednom sarajevskom dnevniku da su već uočene određene nepravilnosti u radu banke. Međutim, naglasio je da se konkretnije informacije ne mogu pružiti dok revizija ne bude završena. 25. svibnja, privremena upraviteljica Hercegovačke banke, Toby Robinson, izdaje izjavu za novinare u kojoj negira tvrdnje u medijima da će vratiti svu dohvaćenu dokumentaciju, informatičku opremu i osigurani novac Mostaru. Federalno ministarstvo energije, rudarstva i industrije restrukturira upravne odbore nekih od najvećih kompanija u Federaciji, Elektroprivredu Hrvatske zajednice Herceg-Bosne, Elektroprivredu BiH i tvornicu Aluminij Mostar. Rukovodstvo Elektroprivrede HZHB i Aluminija odbacuju nove obveze tvrdeći da vlada Federacije nema ovlasti upravljati tim državnim tvrtkama. 28. svibnja, uprava i sindikat tvornice Aluminij i HDZ prosvjeduju protiv imenovanja novih upravnih odbora u toj i drugim tvornicama u Federaciji. Smjenjeni predsjednik HDZ-a Ante Jelavić, prema sarajevskom dnevniku, rekao je: "Ako će biti rata, bit će zbog Aluminija". Akciju preuzimanja javnih poduzeća započinje provoditi Alijansina federalna vlada. Hrvatski narodni sabor žestoko se suprotstavio imenovanju novih upravnih odbora u javnim poduzećima na područjima s hrvatskom većinom stanovništva, koja su u nadležnosti Federacije i čija je nova rukovodstva imenovala federalna vlada. Gubitkom tih poduzeća HDZ bi izgubio financijske izvore pomoću kojih je financirao Samoupravu. Budući da je HDZ objavio da ne priznaje novu vlast, a ni bilo koju njezinu odluku, stari upravni odbori imenovani od HDZ-a odbili su se povući, a poslovodstva poduzeća također su se izjasnili protiv novih upravnih odbora. Nekoliko tjedana trajala je situacija povuci-potegnoi, a onda su novi upravni odbori, koristeći zakonska uporišta i odluke nadležnih sudova zasjeli na svoja mjesta u javnim poduzećima, te imenovali nova poslovodstva.
Visoki predstavnik Wolfgang Petritsch sastao se 1. lipnja s hrvatskim predsjednikom Stjepanom Mesićem kako bi razgovarao o problemu Hrvatske samouprave, kao i situaciji u vezi s revizijom računa Hercegovačke banke u Mostaru. 2. lipnja, ministarstvo obrane Federacije BiH pokrenulo je kazneni postupak protiv 18 bivših visokih dužnosnika hrvatske nacionalnosti, uključujući pomoćnika ministra obrane, njegove zamjenike i šefove odjela u ministarstvu zbog njihove navodne zlouporabe položaja. 7. lipnja, federalni i hrvatski mediji izvještavaju da je smjenjeni hrvatski član Predsjedništva BiH i lider HDZ-a Ante Jelavić tijekom posjete Zapadnohercegovačkoj županiji pozvao na novu međunarodnu konferenciju o BiH koja bi "mogla doprinijeti rješavanju sadašnje političke krize u zemlji". 15. lipnja, hrvatska komponenta Vojske Federacije BiH je u potpunosti uspostavljena. Mijo Anić je rekao da je više od 7.200 hrvatskih vojnika obnovilo profesionalne ugovore s federalnim ministarstvom obrane. 18. lipnja, nakon sastanka sa suspendiranom upravom Hercegovačke banke, federalni ministar financija Nikola Grabovac kaže da bi revizija računa u ovoj banci mogla biti utvrđena u roku od 20 dana. Dan poslije, komentirajući nedavnu izjavu federalnog ministra financija Nikole Grabovca, glasnogovornik privremene upraviteljice Hercegovačke banke Johan Verheyden rekao je da "ni federalni ministar financija Nikola Grabovac, niti suspendirana uprava Hercegovačke banke ne može procijeniti koliko će trajati istraga poslovanja Hercegovačke banke". Verheyden je naglasio da je Grabovac dao male nade malim štedišama banke. 28. lipnja, visoki predstavnik Wolfgang Petritsch smijenio je tri dužnosnika u Hercegovačko-neretvanskom ministarstvu unutarnjih poslova zbog njihove izjave o potpori Hrvatskoj samoupravi.
U razgovoru za Dnevni avaz 4. srpnja, privremena upraviteljica Hercegovačke banke Toby Robinson kaže da bi istraga poslovanja banke trebala biti okončana za nekoliko tjedana i ističe da će svi prikupljeni dokazi biti dostavljeni pravosudnim tijelima na pregled. U intervjuu zagrebačkom Večernjem listu 11. srpnja, privremena upraviteljica Hercegovačke banke, Toby Robinson, kaže da bi revizija bankovnih računa i daljnja istraga trebali biti okončani u narednih nekoliko tjedana i naglašava da dosadašnji dobiveni rezultati ukazuju na izvjesne nepravilnosti u poslovanju banke. 18. srpnja, Zastupnički dom Parlamenta BiH izabrao je ministra vanjskih poslova BiH Zlatka Lagumdžiju za novog predsjedatelja Vijeća ministara, usprkos protivljenju predstavnika tri glavne nacionalne stranke, SDA (Stranka demokratske akcije), HDZ (Hrvatska demokratska zajednica) i SDS (Srpska demokratska stranka). 24. srpnja, govoreći pred Odborom za vanjsku politiku Kongresa SAD-a, kardinal Vinko Puljić i mostarsko-duvanjski biskup Ratko Perić, sugeriraju da su dva optimalna rješenja za unutarnju organizaciju BiH njegova kantonizacija, odnosno stvaranje hrvatske jedinice, uz istovremeno ukidanje entiteta. Dvojica su također bila vrlo kritična prema radu međunarodne zajednice u BiH i njenom postupanju s hrvatskim stanovništvom u zemlji. 31. srpnja, novinska agencija Onasa javlja da je šef pregovaračkog tima HDZ-a Bože Ljubić podnio ostavku na tu funkciju zbog navodnog sve većeg pritiska tvrdolinijaša u stranci. HDZ je potvrdio da je od Ljubića podnio neopozivu ostavku, ali odbio je komentirati razloge koji stoje iza toga. Tužitelj Sarajevske županije traži od Županijskog suda u Sarajevu da pokrene postupak protiv visokih dužnosnika HDZ-a, Ante Jelavića, Marka Tokića, Ive Andrića Lužanskog i Zdravka Batinića, koje je visoki predstavnik smijenio, kao i Miroslava Prce i Dragana Ćurčića s osnovanom sumnjom da su narušili obrambeni kapacitet vojske Federacije. Svi optuženi kategorički negiraju navode.

## Igre oko Aluminija Mostar
8. kolovoza, na tiskovnoj konferenciji u Mostaru glasnogovornik privremene uprave Hercegovačke banke Johan Verheyden najavljuje da će, u slučaju likvidacije banke, njene male štediše dobiti povlašteni tretman, kako je propisano zakonom, i bit će im isplaćena štednja. Naglašava da se sredstva koja se čuvaju na sigurnom mjestu, u Centralnoj banci Bosne i Hercegovine u Sarajevu. Najvjerojatnije će biti dovoljna i dostupna u slučaju likvidacije banke. 11. kolovoza, istražni sudac Županijskog suda u Sarajevu, Idriz Kamenica potvrđuje da je sud na prvo ročište pozvao četiri od sedam službenika Hrvatskog narodnog sabora. Među njima su bivši predsjednik Federacije BiH Ivo Andrić Lužanski i bivši ministar obrane Federacije Miroslav Prce. Dnevni avaz javlja kako Kamenica kaže da Ante Jelavić i još dvojica dužnosnika HNS-a (Marko Tokić i Dragan Ćurčić) još uvijek nisu pozvani, jer sud nije znao njihove točne kućne adrese. Županijski tužitelj zatražio je 31. srpnja od suda da pokrene istragu o aktivnostima sedam dužnosnika HNS-a na temelju osnovane sumnje da su oni doveli u pitanje teritorijalni integritet BiH. 13. kolovoza, Hrvatska demokratska zajednica Bosne i Hercegovine najavljuje obrane smijenjenog predsjednika i potpredsjednika stranke Ante Jelavića i Marka Tokića. U priopćenju za javnost stranka navodi da je poduzela ovaj korak nakon medijskih izvještaja da poziv na ročište pred Županijskim sudom u Sarajevu još uvijek nije dostavljen jer adrese Jelavića i Tokića Sudu nisu bile poznate. 21. kolovoza, zastupnički dom Parlamenta BiH usvojio je Izborni zakon, koji je izradilo Vijeće ministara. Zakon je dobio potporu poslanika svih političkih stranaka sa sjedištima u Domu, osim predstavnika HDZ-a, SDS-a i jednog zastupnika SDA. 22. kolovoza, Socijaldemokratska partija BiH šalje otvoreno pismo visokom predstavniku Wolfgangu Petritschu u kojem izražava zabrinutost zbog načina na koji je revizorski tim, a posebno vođa tima, obavio svoju pravnu reviziju tvrtke Aluminij Mostar. Izvještaj revizije još nije predan namijenjenim primateljima, to je vlada Federacije, uprava Aluminija i Federalna agencija za privatizaciju. 24. kolovoza, Wim Timmermans, šef pravnog revizijskog tima za Aluminij Mostar, predaje izvještaj tima vladi Federacije i Upravi Aluminija. Potpredsjednik Federacije BiH, Safet Halilović (Stranka za BiH), kaže za Oslobođenje da vlasti Federacije nikada neće prihvatiti izvještaj, kakav jest. Oslobođenje i Dnevni avaz izvještavaju da je HDZ BiH izrazio zadovoljstvo činjenicom da je stručni tim zadužen za uvid u vlasničku strukturu mostarskog Aluminija potvrdio poznate stavove stranke u vezi s tom tvrtkom. Dan poslije, privremena upraviteljica Hercegovačke banke, Toby Robinson, najavljuje da će banka morati poduzeti značajna otpuštanja radnika i smanjiti plaće preostalih radnika. U kraćem razgovoru za Dnevni avaz 28. kolovoza, Krešimir Zubak, predsjednik NHI-a, kaže da o problemu Aluminija Mostar nikad nije razgovarano s drugom hrvatskom članicom Alijanse, HSS BiH. Naglašava da njegova stranka odbacuje medijsku i političku kampanju koju je po tom pitanju poduzela Stranka za BiH i SDP. Smjenjeni predsjednik HDZ-a Ante Jelavić pojavljuje se na ročištu pred Županijskim sudom u Sarajevu. Odbacuje sve optužbe protiv sebe i šestorice svojih stranačkih kolega. 31. kolovoza, u intervjuu Televiziji Oscar C u Mostaru, smjenjeni predsjednik HDZ-a Ante Jelavić kaže kako očekuje da će se sudski postupak protiv njega i šestorice njegovih stranačkih kolega obustaviti.
Na konferenciji za novinare u Mostaru 4. rujna, rukovodstvo Aluminija Mostar najavljuje da je zadovoljno osnovnim crtama izvješća o pravnoj reviziji o ovoj tvrtki koje je proveo stručni tim lokalnih i međunarodnih revizora na čelu s Wimom Timmermansom. Rezultati izvještaja predati su vlastima Federacije krajem kolovoza. 8. rujna, glasnogovornik OHR-a Oleg Milišić potvrđuje Oslobođenju da se visoki predstavnik Wolfgang Petritsch sastao ranije toga tjedna s generalnim direktorom Aluminija Mostar Mijom Brakovićem. Dnevni list izvještava da je Petritsch tokom sastanka poticao Brajkovića da pokuša riješiti otvorena pitanja povezana s kompanijom zajedno s vlastima Federacije. Na konferenciji za novinare 10. rujna, tajnik Stranke za BiH, Safet Halilović, kaže da će stranka razmotriti napuštanje Alijanse za promjene ako Vlada Federacije ne poduzme hitne mjere za rješavanje financijskog i pravnog statusa Aluminija Mostar. Dan poslije, direktor Federalne agencije za privatizaciju Resad Žutić obavještava Vladu Federacije da je potrebna financijska revizija Aluminija Mostar. 17. rujna, smjenjeni predsjednik HDZ-a Ante Jelavić drugi put se pojavljuje pred Županijskim sudom u Sarajevu i podnosi zahtjev za smjenom svih sudaca i predsjednika suda zbog njihove navodne povrede Europske konvencije o ljudskim pravima. Na konferenciji za novinare, tajnik Stranke za BiH, Safet Halilović, najavljuje da će stranka ostati u Alijansi za promjene usprkos ranijim sumnjama izazvanim preporukama pravne revizije u Aluminiju Mostar. On naglašava da je SBiH zajedno s premijerom Federacije Alijom Behmenom našao "zadovoljavajuće rješenje za nepravdu koja je učinjena u kompaniji". 18. rujna, premijer Federacije, Alija Behmen, najavljuje da je vlada Federacije odlučila da postoje svi uvjeti za sveobuhvatnu financijsku reviziju Aluminija Mostar. Objašnjava da će revizija imati tri cilja: utvrditi stvarnu vrijednost poduzeća, razinu ratne štete i zakonitost privatizacije. Visoki predstavnik Wolfgang Petritsch sastao se s kardinalom Vinkom Puljićem i razmotrio nužnost uspostave vladavine zakona i zaštite svih naroda u BiH. 20. rujna, upravni odbor Agencije za privatizaciju Federacije zaključuje da su sva društva u entitetu dužna provoditi financijske revizije te da Aluminij Mostar ne može biti iznimka od toga. Odbor odlučuje naručiti takvu reviziju. 21. rujna, visoki predstavnik Wolfgang Petritsch obraća se Vijeću sigurnosti UN-a u New Yorku i ističe napredak ostvaren u BiH u proteklih šest mjeseci u tri strateška područja: povratak izbjeglica, ekonomska reforma i izgradnja institucija. Spomenuo je svoje djelovanje prema Hrvatskoj samoupravi i Hercegovačkoj banci. Vrhovni sud Federacije odbija zahtjev Ante Jelavića da se razriješe svi suci i predsjednik Županijskog suda u Sarajevu. 24. rujna, financijska policija Federacije započinje financijsku reviziju u Tvornici Aluminij Mostar. Prema izvješćima, cilj revizije je utvrditi stvarnu vrijednost kapitala poduzeća i zakonitost privatizacije poduzeća.

## Kraj Hrvatske samouprave i posljedice
6. listopada 2001., Hrvatska demokratska zajednica Bosne i Hercegovine održala je sedmi sabor u Mostaru. Ante Jelavić ponovno je izabran za predsjednika stranke unatoč zabrani visokog predstavnika. Ustvrdio je da je HDZ spreman vratiti se u državni i federalni parlament i potražiti rješavanje svih otvorenih pitanja institucionalnim političkim aktivnostima. U svom obraćanju prisutnima na konvenciji, Jelavić također kaže da bi čitava BiH trebala biti organizirana na temelju kantona, odnosno treba uspostaviti tri jednake federalne jedinice. Jelavić dodaje da je rad na nadolazećim ustavnim reformama bio među prioritetima HDZ-a. Za potpredsjednike HDZ-a na saboru izabrani su Ivo Andrić Lužanski, Dragan Čović, Zdravko Batinić, Martin Raguž i Marko Tokić (sve je predložio Jelavić). Glasnogovornik OHR-a Oleg Milišić kazao je za ONASA-u da Jelavić nije prepoznat kao vođa stranke od strane međunarodne zajednice od 8. ožujka, kada ga je visoki predstavnik smijenio, te da se u vezi s tim ništa neće promijeniti. Također kaže da OHR smatra uznemirujućim što je Jelavić bio jedini kandidat za predsjedništvo njegove stranke i da ponovnim izborom Jelavića HDZ samo slabi vlastiti položaj. HDZ je po proglašenju Samouprave, objavio da odluke visokog predstavnika više neće poštovati. Na kraju, jedino, u čemu je HDZ ostao dosljedan kada je u pitanju razdoblje Samouprave, jeste, upravo, odnos s međunarodnom zajednicom. HDZ nije priznao odluke o smjeni stranačkih dužnosnika, a na sedmom je saboru ponovno, protivno odlukama visokog predstavnika, te iste ljude izabrao u središnja stranačka tijela. Takav odnos HDZ prema međunarodnim predstavniciima više je rezulatat stava OHR-a prema toj stranci, nego stvarnih težnji i mogućnosti vrha HDZ-a. Međunarodni predstavnci jasno su rekli da neće pregovarti s osobama koje je visoki predstavnik smijenio. Kako je međunarodna zajednica ostala pri ovom stavu, a HDZ nije izvršio promjene u svom vrhu odnosi među njima su totalno zahladili. Kada se, po nekim napisima u medijima, očekivalo i moguće raspisivanje refernduma o prerastanju Samouparve u hrvatsku republiku, Jelavić je objavio njezin kraj, a nakon toga u izjavi novinarima kazao je da samouprava "nije nikava teritorijalna jedinica kako se to u javnosti doživljava, već, da ona predstavlja neuspio pokušaj Hrvata u BiH da izbore svoju ravnopravnost".

### Sarajevski sporazum
Izvedbena faza procesa dekonstituiranja Hrvata u BiH započela je amandmanima 
Roberta Barryja, tadašnjeg voditelja misije OESS-a u BiH, na propise Privremenog izbornog povjerenstva, samo mjesec dana pred opće izbore 2000. Njima je omogućeno da izaslanike u Domu naroda Parlamenta FBiH, bez obzira na njihovu nacionalnost, mogu predlagati i birati svi zastupnici u skupštinama županija Federacije BiH. Barryjevi amandmani su 2001. rezultirali formiranjem Vlade FBiH ("Alijansa") bez stranaka koje su osvojile preko 90% hrvatskih glasova na izborima. Koaliciju je činilo 9 bošnjačkih stranaka i jedna hrvatska, koja je dobila oko 5% potpore Hrvata u FBiH. Hrvatska samouprava je bio neuspio odgovor na Barryjeve amandmane. Nastavak i vrhunac procesa ustavno-pravnoga dekonstituiranja uslijedio je kroz amandmane na  Ustav Federacije BiH nametnute od strane OHR-a. Od 108 amandmana na Ustav FBiH, samo 39 je odobrio Parlament FBiH, a čak njih 69 su nametnuli visoki predstavnici Wolfgang Petritsch i Paddy Ashdown između 2002. i 2004. godine. Za Hrvate u BiH posebno su bili pogubni Petritschevi amandmani iz travnja 2002. godine koji su u međunarodnoj zajednici poznati pod ciničnim nazivom "airport decision" tj. "odluka iz zračne luke" jer ih je Petritsch potpisao doslovno u zračnoj luci, neposredno prije svog odlaska iz BiH.
27. ožujka 2002., nakon više od 90 sati iscrpnih pregovora pod pokroviteljstvom visokog predstavnika, Wolfganga Petritscha, političari koji predstavljaju Socijaldemokratsku partiju, Stranku za BiH, Novu hrvatsku inicijativu potpisali su Sporazum o provedbi Odluke Ustavnog suda u cijelosti poznat i kao Sarajevski sporazum o ustavnim promjenama. Srpska demokratska stranka, Partija demokratskog progresa, Savez nezavisnih socijaldemokrata i Socijalistička partija Republike Srpske potpisali su s dvije rezerve povezane s dvije posebne odredbe. Dana 18. travnja, sporazum je usvojio Dom naroda Parlamenta Federacije Bosne i Hercegovine. Zastupnici HDZ-a BiH su uoči početka glasovanja o tim amandmanima, napustili dvoranu odbivši na taj način poduprijeti amandmane, koji su suglasni Sarajevskom sporazumu o ustavnim promjenama. HDZ i SDA su odbili potpisati Sarajevski sporazum. Stranka demokratske akcije, odnosno njezini zastupnici bili su suzdržani pri glasovanju o amandmanima na ustavne promjene u Zastupničkom domu federalnog parlamenta. Bez potpore zastupnika HDZ-a i SDA, stranke vladajuće Alijanse za promjene nisu mogle u Zastupničkom domu Parlamenta Federacije BiH dostići dvotrećinsku većinu glasova potrebnu da bi amandmani bili usvojeni. Diplomatski izvori tvrdili su kako se pokušalo pridobiti HDZ i SDA da ipak prihvate ustavne amandmane sukladne Sarajevskom sporazumu.
Nametnuti amandmani OHR-a na ustave FBiH i RS od 19. travnja 2002., u potpunosti utemeljeni na odredbama Sarajevskoga sporazuma o ustavnim promjenama, službeno su za cilj imali provedbu odluke U-5/98 Ustavnog suda BiH iz 2000. godine (Odluka o konstitutivnosti naroda u Bosni i Hercegovini). Prije ove odluke u RS su samo Srbi bili konstitutivni, a samo Bošnjaci i Hrvati u FBiH. Nametnuti amandmani su de iure dodali sva tri naroda kao konstitutivne u ustave oba entiteta, ali de facto, Republika Srpska je ostala srpski entitet, a Federacija BiH je od bošnjačko-hrvatske federacije, koja je po Washingtonskom sporazumu trebala ući u konfederaciju s Republikom Hrvatskom, postala bošnjački entitet. Mogućom kontrolom oba doma Parlamenta FBiH, stranke koje predstavljaju bošnjačku izbornu volju imaju mogućnost samostalno formirati izvršnu vlast na razini FBiH (Predsjednik FBiH i dva dopredsjednika te Vlada FBiH).

### Izvještaj o Hercegovačkoj banci
Privremena upraviteljica Hercegovačke banke, Toby Robinson, objavila je u 16. prosinca 2002. zaključke svoje istrage vezane za Hercegovačku banku. Ovo izjvešće, koje je napisano na više od 90 stranica, otkrilo je da:
- je banka bila nesolventna na dan 6. travnja 2001., i da bi propala da nije došlo do preuzimanja upravljanja nad bankom. Štediše ne bi imale nikakve kompenzacije, i cjelokupno osoblje bi izgubilo posao.
- su pojedinci koji su otemeljili banku koristili istu kako bi stekli korist za sebe i posebne interesne skupine, kanaliziranjem novca kroz privatna poduzeća čiji su također oni vlasnici bili.
- su uprava i dioničari u krajnjoj mjeri zloporabili ovu banku na štetu štediša i komitenata. Najmanje 54 milijuna KM koji su se trebali upotrijebiti za isplatu plaća HVO-u, mirovina te za isplatu udovicama vojnika je nestalo.
- su uprava i dioničari banke svjesno prekršili Zakon o bankarstvu, Propise Federalne agencije za bankarstvo, te uvjete svoje licence. Ovo izvješće daje detalje o ozbiljnim kršenjima sedam članova Zakona o bankama FBiH.
- su neki od dioničara koristili banku za financiranje onoga što izgleda da je bio smišljen pokušaj da se promijeni Ustav BiH nezakonitim sredstvima.
- da velika većina uposlenika i gotovo svi komitenti nisu bili odgovorni za ove zloporabe. Unatoč ovim zloporabama, banka je vodila uspješno poslovanje u bankovnim poslovnicama, te je igrala važnu ulogu u lokalnom gospodarstvu.

### Suđenje Samoupravljačima
Iz Hercegovačke banke je odnesena dokumentacija koja bi mogla otkriti eventualno netransparentno poslovanje banke. Naime, međunarodni revizori tvrdili su tada da postoje dokazi kojima bi se mogli otkriti tajni računi banke, međutim, rukovodstvo banke sve je to demantiralo. Niti danas nije sasvim jasno što su to istražitelji pronašli i kakvi su dokazi predočeni na Sudu BiH kada se sudilo Anti Jelaviću, Miroslavu Prci, Miroslavu Rupčiću, dok je Ivan Azinović na vrijeme izbjegao, kako se pretpostavlja, u Republiku Hrvatsku i nikada nije saslušan u istrazi pa se iz toga razloga optužnica protiv njega i nije mogla podignuti. U slučaju Hercegovačka banka bivši direktor Hercegovina osiguranja iz Mostara Miroslav Rupčić, koji je bio trećeoptuženi u tom slučaju, osuđen je na pet i pol godina zatvora nakon što je priznao krivnju za kaznena djela nesavjesnog rada u službi i zloporabu položaja i ovlasti. Tročlano vijeće Suda Bosne i Hercegovine kojim je tada predsjedao Britanac Michael Simmons izreklo je presudu Rupčiću i odobrilo prethodno nagodbu koju je on postigao s tužiteljem Johnom McNairom, prihvativši odgovornost po četiri od ukupno 21 točke optužnice. Krivnju u postupku ranije je priznao i nekadašnji ministar obrane Federacije BiH Miroslav Prce koji je osuđen na pet godina zatvora. Bivši član Predsjedništva BiH Ante Jelavić kojega je zastupao odvjetnik Dragan Barbarić u prvostupanjskom je postupku osuđen na deset godina zatvora, ali je ta presuda kasnije ukinuta i predmet vraćen na ponovni postupak. Međutim, Ante Jelavić je i prije izricanja presude napustio BiH i pobjegao u susjednu Republiku Hrvatsku.

### Kraj Hercegovačke banke
Pod optužbom kako je iz nje nestalo 54 milijuna KM, kako bi taj novac mogao biti iskorišten za financiranje Hrvatske samouprave, Hercegovačka banka je bila pod privremenom upravom. Ovlasti uprave, dioničara i zaposlenika su suspendirane, novac njezinih klijenata blokiran. Optužbe o nestanku novca, kasnije je demantirala i sama upraviteljica Robinson, ali šta je to vrijedilo kad je banka propala. Štetu su pretrpjele i gotovo sve kompanije u vlasništvu bosanskohercegovačkih Hrvata koje su svoj novac čuvale u Hercegovačkoj banci. Iz današnje perspektive nimalo suludo ne zvuči scenarij po kojem je međunarodna zajednica odlučila likvidirati Hercegovačku banku kako bi se širom otvorila vrata za ulazak stranih banaka na ovaj dio bosanskohercegovačkog tržišta. Kad je priča o nestanku novca iz Hercegovačke banke propala uslijedio je prvi pukušaj prodaje. Taj je pokušaj iz 2006. godine propao, jer je Toby Robinson odbila ponudu Varaždinske FIMA banke i Validus fonda.
15. prosinca 2006., visoki predstavnik Christian Schwarz-Schilling donio je odluku o završetku misije privremene upraviteljice Hercegovačke banke Toby Robinson, čiji je posao preuzela Agencija za bankarstvo Federacije BiH. Odluku o zahvali bankarica Robinson dočekala je s nemalo iznenađenja jer nije bio okončan proces prodaje ili pak likvidacije Hercegovačke banke. To pranje ruku međunarodne zajednice pokazuje krajnje licemjerje, budući da Agencija nije mogla nastaviti golemi posao. Državši Hercegovačku banku zatvorenom, bez ikakva rješenja, ali niti bilo kakvih konkretnih nalaza o navodnom kriminalu, jedino se može tumačiti teškim zločinom koji je očito ostao bez kazne. U trenutku gašenja banka je imala 140 milijuna maraka aktive, a u svome vlasništvu nekoliko iznimno profitabilnih poduzeća. U banci su ostali zarobljeni deseci milijuna maraka, što je imalo goleme negativne posljedice za gospodarstvo, prije svega Hercegovine. Budući banka u proteklom razdoblju nije ispunila minimalne zakonske uvjete za poslovanje, Agencija za bankarstvo FBiH je ukinula bankarsku dozvolu za rad Hercegovačke banke Mostar 13. srpnja 2012., otvorila postupak likvidacije i za likvidacijskog upravitelja imenovala Nikolu Fabijanića.

## Unutarnje poveznice
- Federalizam u Bosni i Hercegovini
- Bosanskohercegovački Hrvati nakon Daytonskog sporazuma
- Barryjevi amandmani
- Odluka o konstitutivnosti naroda u Bosni i Hercegovini
- Demokratska alijansa za promjene
- Uništenje Hercegovačke banke
- Visoki predstavnik za Bosnu i Hercegovinu
- Sarajevski sporazum o ustavnim promjenama
- Majorizacija Hrvata u Bosni i Hercegovini